# Història de la música catalana

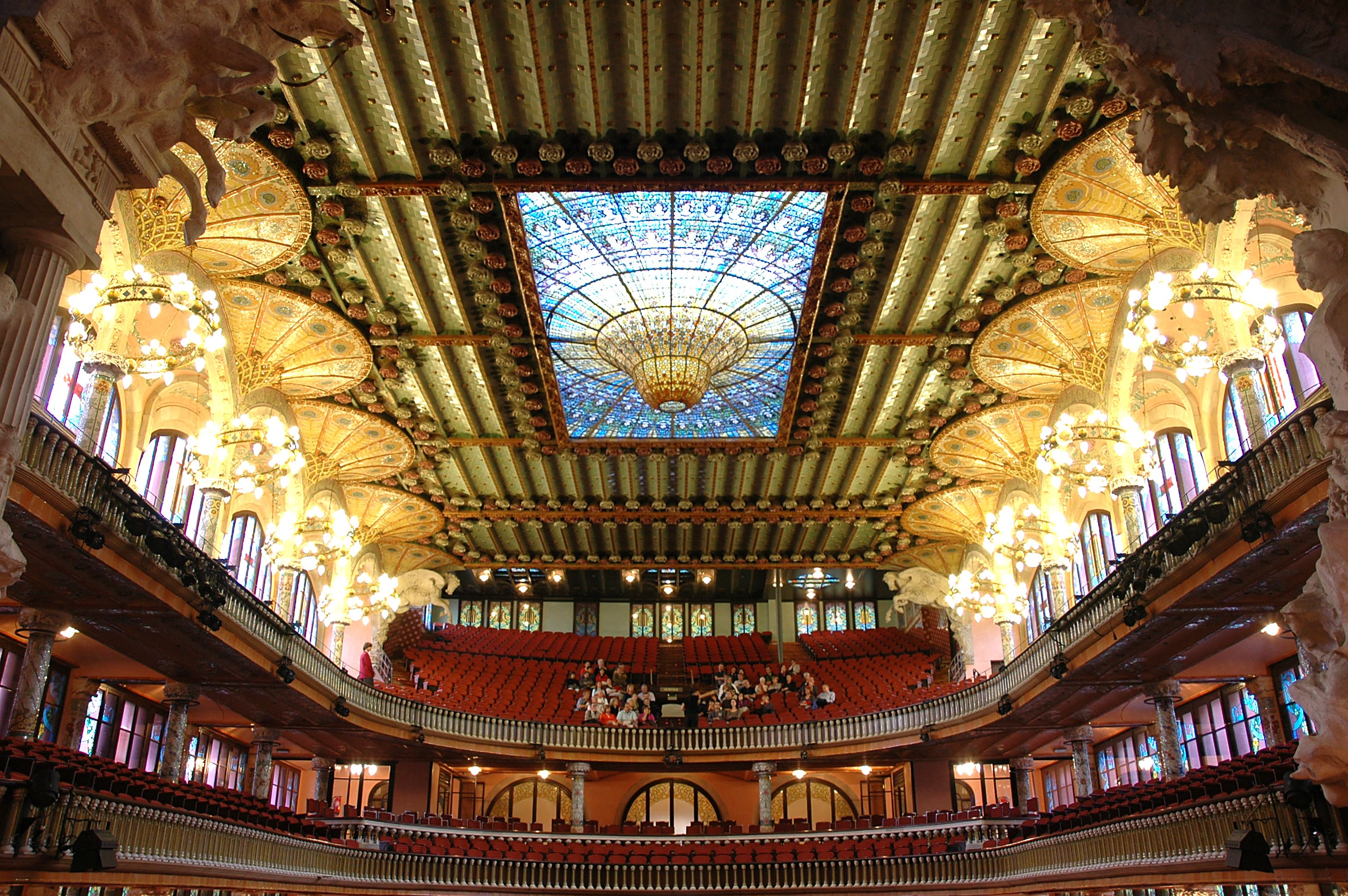
El Palau de la Música vist des de l'escenari.

La història de la música catalana inclou tota la música cantada en català o creada per compositors catalanoparlants des dels períodes inicials de la història fins a l'actualitat.
Amb una tradició hereva de nombroses influències culturals, la difusió musical de la litúrgia romana realitzada a Ripoll, Sant Cugat, Barcelona o Vic va propiciar una notació musical pròpia catalana. El Cant de la Sibil·la és un dels llegats musicals més destacats del patrimoni medieval català. Al segle xi es va començar a fer música polifònica, combinant diverses veus. Es va consolidar gràcies als lligams de Ripoll amb els monestirs francesos. Un dels documents més valuosos que es conserva és el Llibre Vermell de Montserrat, l'únic testimoni de les danses sagrades a Europa. Els poetes de l'edat medieval eren els trobadors, que escrivien en provençal, i els encarregats d'interpretar aquestes composicions eren els joglars.
Més endavant, durant el Renaixement, els compositors Lluís del Milà, en l'àmbit instrumental, i Mateu Fletxa el Vell, Mateu Fletxa el Jove i Joan Brudieu, en el vocal, van ser els impulsors del Renaixement musical a Catalunya. Gèneres com el madrigal i les originals ensalades van triomfar com a formes vocals profanes. Si al Renaixement la música profana havia arribat a un punt àlgid, durant el barroc els canvis socials i polítics motiven que les figures dels mecenes pràcticament desapareguin. Els compositors es veuen abocats a escriure música religiosa. Autors com Joan Cererols o Joan Pau Pujol deixen un gran llegat.
Més endavant, el classicisme musical a Catalunya va estar marcat, primer, per la influència de la música vocal italiana i, després, pel simfonisme centreeuropeu. Formes com l'ària per a veu solista, les sonates per a piano i les simfonies són els trets més característics, com també l'ús de l'orquestra i el quartet de corda tal com els entenem actualment.
Al llarg del segle xix destaca l'aportació de tres compositors catalans. Ferran Sor va triomfar als escenaris de tot el món i va ser un gran pedagog de la guitarra. Josep Anselm Clavé va convertir la música en una eina d'educació de la classe obrera i va crear els cors claverians. Felip Pedrell va bregar per recuperar el patrimoni musical català. Poc després, el modernisme va donar una identitat sonora al país. Aquest moviment social i artístic de final del segle xix i principi del XX bevia de les fonts centreeuropees i va voler arribar a totes les capes socials. Un dels seus llegats és un dels edificis més emblemàtics de Catalunya: el Palau de la Música Catalana. Les convulsions socials, estètiques i polítiques del segle xx van marcar diverses generacions de músics catalans. Els centres artístics més importants d'Europa, principalment Viena i París, van esdevenir la referència dels compositors i intèrprets. El pols entre el corrent germànic i el francès van marcar la creació musical catalana abans i després del desastre de la Guerra Civil espanyola.

## Dels orígens a l'edat mitjana

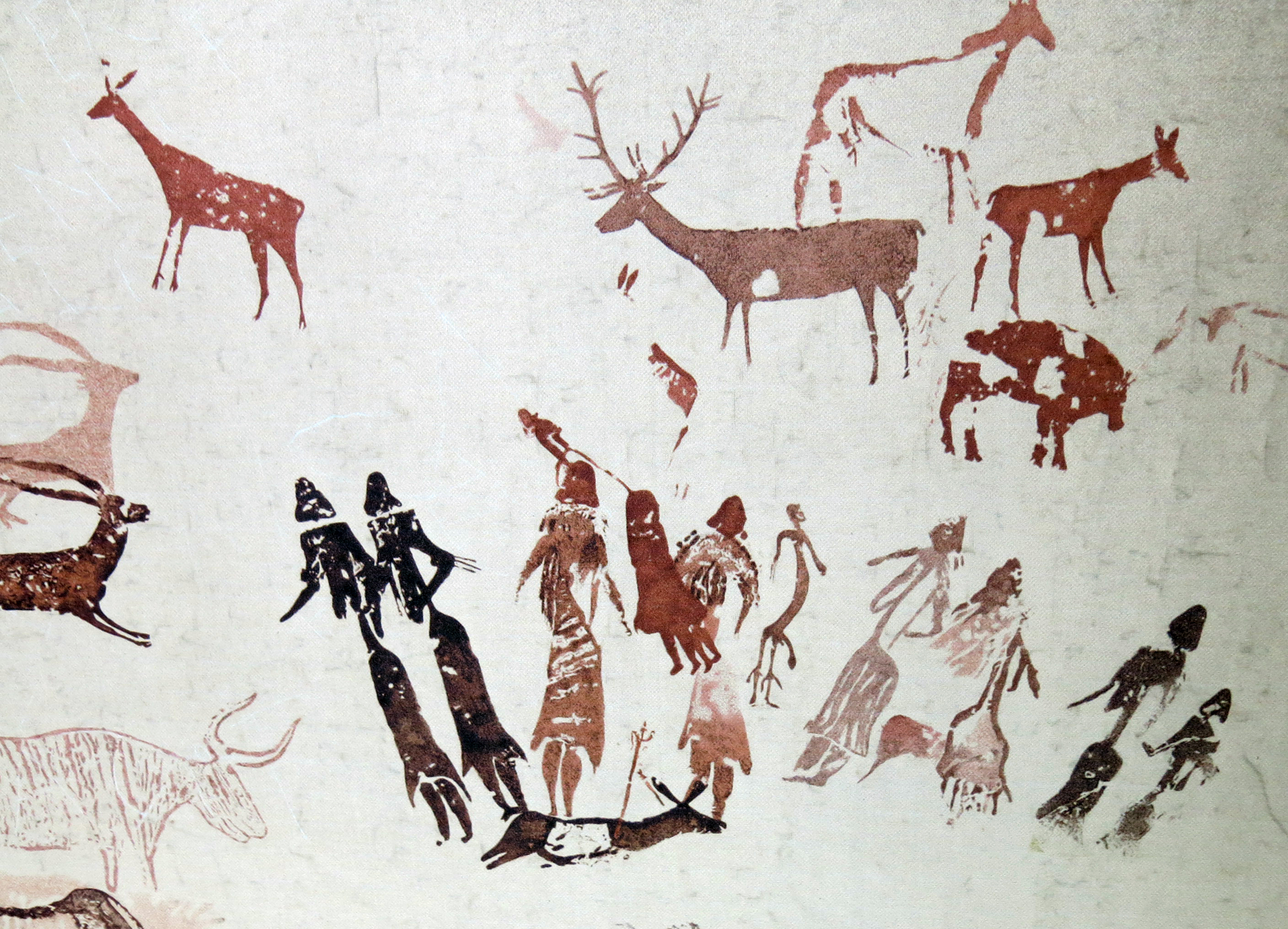
Dones ballant al voltant d'un home nu en una pintura rupestre de la Cova del Cogul.

El primer testimoni antic de l'activitat musical a Catalunya són les representacions de pintura rupestre de la Cova del Cogul (Garrigues): una dansa fàl·lica, amb deu dones ballant al voltant d'un home nu. Els grecs també en van deixar testimoni: els vasos trobats a Sant Martí d'Empúries amb imatges de danses de sàtirs o d'un músic tocant l'aulos per acompanyar una dansa. Del llegat romà de Tarragona, en destaca un mosaic amb Euterpe, la musa de la música; una gemma que representa Hèrcules acompanyant les muses, conservat al Museu Nacional Arqueològic de Tarragona; o un baix relleu en un sarcòfag amb muses acompanyades per la música de l'aulos.
La prohibició del bisbe Pacià (s. IV) de la celebració de les calendes de gener amb mascarades a Barcelona és el primer referent musical cristià. A la província eclesiàstica Tarraconense tenien, entre els segles IV i VII, un ritu –litúrgia i música– complet. D'altra banda, el concili de Lleida va prohibir qualsevol ball en la celebració dels matrimonis cristians.
A la primera meitat del segle vi, el bisbe Cesari d'Arle (vicari d'Hispània i de les Gàl·lies) va impulsar els concilis de Tarragona i Girona i els celebrats posteriorment de Barcelona i Lleida, on va prendre forma la litúrgia hispànica, que es configuraria plenament l'any 700, amb altres aportacions peninsulars.

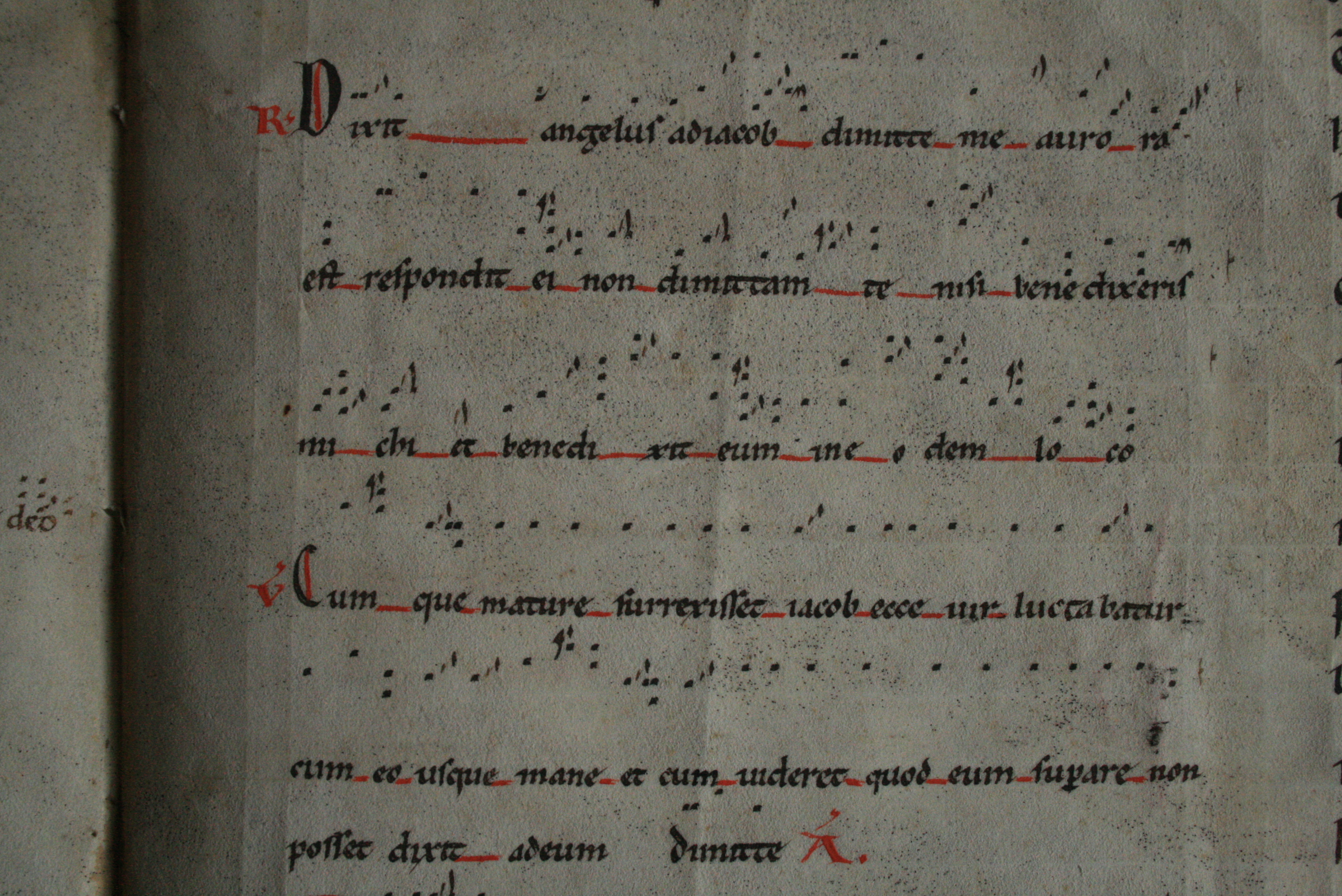
Fragment de cant gregorià anotat en notació aquitana sense línies de referències (notació adiastemàtica o in campo aperto, en un manuscrit conservat a l'Arxiu Comarcal del Bages. Manresa

La manca de còdexs musicals de l'església visigòtica catalana no va ser obstacle per crear un repertori d'himnes, misses i oracions, alguns amb elements romans d'Orient, que va introduir el bisbe Joan de Girona (577-586). Amb la invasió sarraïna es van destruir els còdexs i es va empobrir el culte. D'altra banda, el domini àrab, sobretot a Tarragona i Tortosa, va enriquir musicalment la cultura del país durant tota l'edat mitjana.
Quan Catalunya es va incorporar al món carolingi, el cant romà en la modalitat gregoriana es va introduir al país. El 850, els elements musicals visigòtics van desaparèixer i el ritu romà, a partir de l'any 900, va ser el preponderant.
La complexitat de l'evolució de l'església catalana medieval va marcar el cant litúrgic d'aquests segles. Des de l'adopció de la litúrgia romana, Catalunya va intervenir activament en la configuració d'aquesta nova forma d'expressió. Als monestirs se sintetitzaven aquests cants litúrgics i els monjos intervenien en l'evolució formal, alhora que difonien, consolidaven i unificaven aquesta forma musical.
Entre els segles IX i X, Ripoll, Sant Cugat, Vic, Barcelona, Girona, la Seu d'Urgell i Sant Miquel de Cuixà van elaborar, copiar i difondre els materials que requeria el procés de restauració eclesial i litúrgic del país. Els monestirs van adaptar llibres de l'ofici romà i les escoles catedralícies prenien aquest model, que va arribar fins a les parròquies.
La notació musical a partir del segle x va ser la catalana, que va ser substituïda lentament per la notació aquitana. A la Tarraconense van conviure totes dues notacions fins a la desaparició de la catalana al segle xiii. Catalunya va arribar a posseir un centenar de còdexs musicals gregorians des de final del segle ix fins al xiii.
Un dels antifonaris de l'ofici més importants que avui encara es conserva és l'Antifonari de Girona (copiat vers el 1130). De l'ordinari de la missa han sobreviscut pocs manuscrits. Destaca el Tonari de Ripoll (inici s. XI) i entre els tropers més rellevants cal esmentar els de Montserrat, Tortosa i Vic.
Entre els segles xi i xii, una època de canvis pel que fa a la litúrgia, Catalunya va esdevenir un destacat centre de difusió cultural. Girona, Vic, Ripoll, la Seu d'Urgell, Barcelona o Sant Cugat van proveir nombrosos llibres litúrgics. El monjo Maur Sablayrolles, procedent de l'abadia occitana d'Encalcat, va descobrir l'any 1905 l'existència d'una notació particular, que va anomenar catalana. Apareguda a la regió est dels Pirineus a final del segle ix, posseeix uns neumes propis, amb un angle i un ductus que la diferencien de la notació visigòtica i de l'aquitana. L'origen cal trobar-lo als neumes centreeuropeus de mitjan segle ix provinents d'una notació preaquitana.
En el primer període (final del s. IX i inici de l'XI) va mantenir un aspecte arcaic, amb neumes amb accent similar al de la notació mossàrab. El període d'esplendor (segles xi i xii) es va caracteritzar per una diastematia (manera de precisar les inflexions melòdiques) molt marcada i per la forma del quilisme ondulat i més allargat.
A l'inici del segle xii, l'increment de repertori va fer necessària una major exactitud de l'escriptura musical, que va repercutir en l'aparició progressiva de les ratlles de pautat. La notació catalana va conviure, fins i tot en un mateix còdex, amb l'aquitana que finalment es va imposar.
La nit de Nadal s'interpreta una música que acompanya uns versos sobre els senyals del Judici Final i de l'Adveniment del Crist, posats en boca de la sibil·la Eritrea. Els orígens cal buscar-los en un acròstic grec, recordat per Eusebi de Cesarea a l'Oratio Constantini. La traducció llatina va ser reproduïda a l'anònim Contra iudaeos (segles V-VI) i fins als segles ix i x no va aparèixer la música.
A partir del XIII, el cant llatí va ser traduït a les llengües romàniques, inclòs el català. Un petit cantor vestit com una dona i subjectant una espasa representa la sibil·la que canta el Iudicii signum. El Cant de la Sibil·la va esdevenir una representació dramàtica, quan el sermó Contra iudaeos es va convertir en el drama litúrgic Ordo prophetarum (c. 1096). Es tracta d'una processó dels profetes on aquests personatges, pagans de l'antiguitat clàssica, auguren l'arribada del Messies. Des del segle xvi hi ha versions amb polifonia a la tornada.

## La polifonia medieval

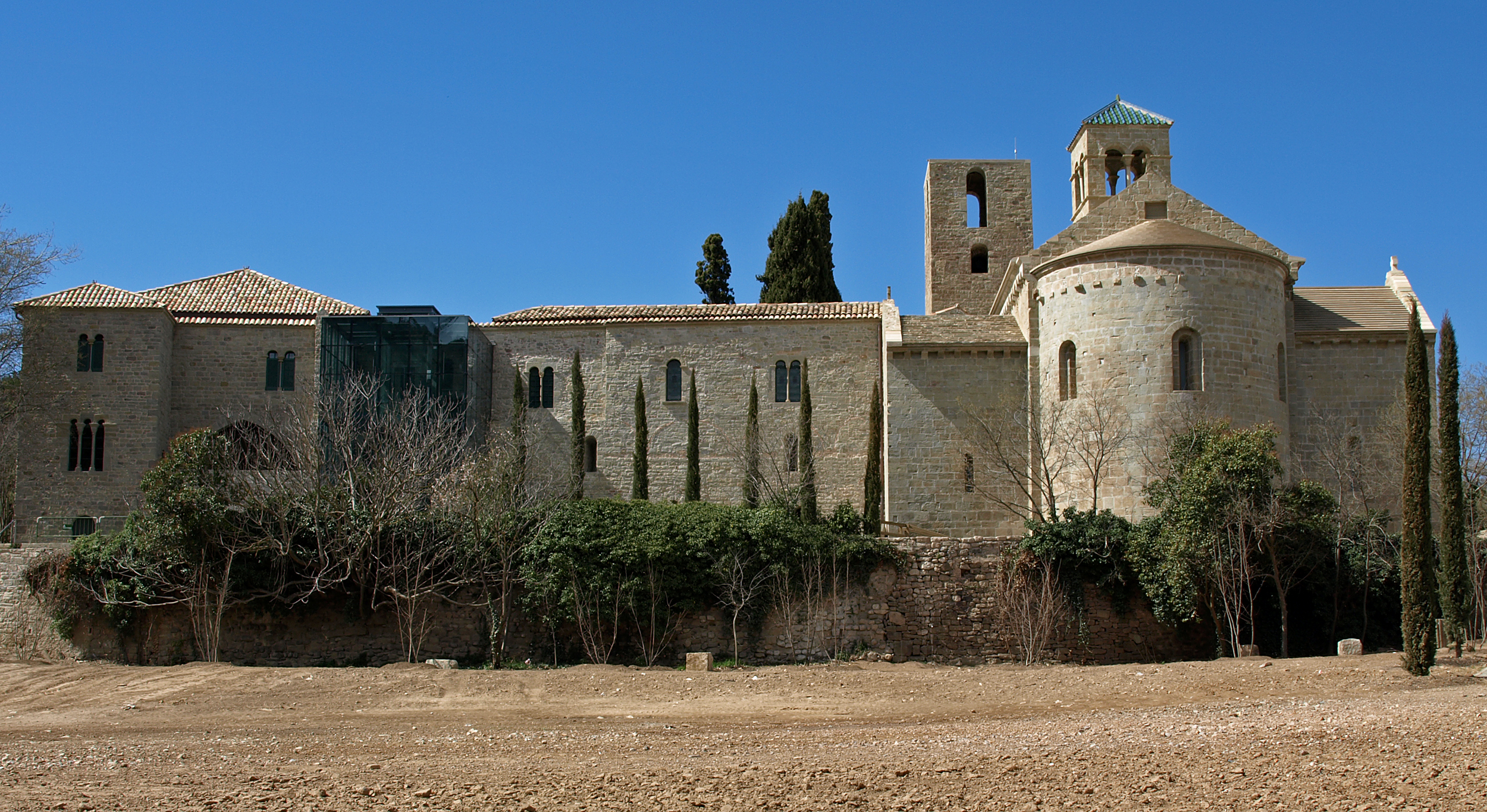
El 972 es documenta el primer orgue a Catalunya, a Sant Benet de Bages.

El monjo Oliba de Ripoll, coetani de l'Abat Oliva, va copiar, el 1040, uns tractats de música a veus en un còdex. Aquests documents, de final del segle ix, són els més antics que encara avui es conserven a Occident dedicats a la polifonia.
Els orígens d'aquesta música, que combina diverses veus o parts vocals simultànies però independents, a Catalunya, es remunten al començament del segle xi, quan les institucions eclesiàstiques van començar a utilitzar-la als cants litúrgics i van aparèixer instruments polifònics com la cornamusa, l'arpa, la viola de roda o l'orgue (documentat l'any 972 en l'acte de la fundació del monestir de Sant Benet de Bages).
La consolidació com a cant litúrgic, però, no va arribar fins al segle xiii. En aquesta època, i segons documenten els manuscrits del monestir de Ripoll, de la cartoixa de Santa Maria d'Escaladei, de la catedral de Tortosa o del monestir de Montserrat, la polifonia ja era habitual a les festes més rellevants.
Els lligams de Ripoll amb els monestirs francesos van ser decisius en la consolidació de la polifonia. El primer manuscrit de còdex polifònic és dels segles XII-XIII. Es tracta d'un conductus a dues veus: Cedit frigus hiemale en notació aquitana. Els conductus a dues veus Clangat coetus i Promereris summae laudis, amb notació aquitana, que encara es conserva a la catedral de Tortosa, és el primer d'una tradició que s'estendria fins al segle xv. La base de la polifonia catalana seria un conductus a dues veus tractat de manera molt simple i amb harmonia molt elemental.
A partir del regnat de Pere III el Cerimoniós, la influència de la música francesa va ser notòria. Alguns músics van conrear les balades, els lais i els virolais. Fins i tot, molts cantors de la capella reial barcelonina procedien de la pontifícia d'Avinyó. Poblet i Santes Creus van imitar la fórmula francesa de tractar polifònicament els textos de les parts invariables de la missa. Els ministrers procedien d'Alemanya, França, Anglaterra, Castella o Itàlia, i els músics catalans, durant la quaresma, eren enviats a Flandes, França i Alemanya per perfeccionar l'estil, un costum que no es va perdre fins al regnat de Martí l'Humà.

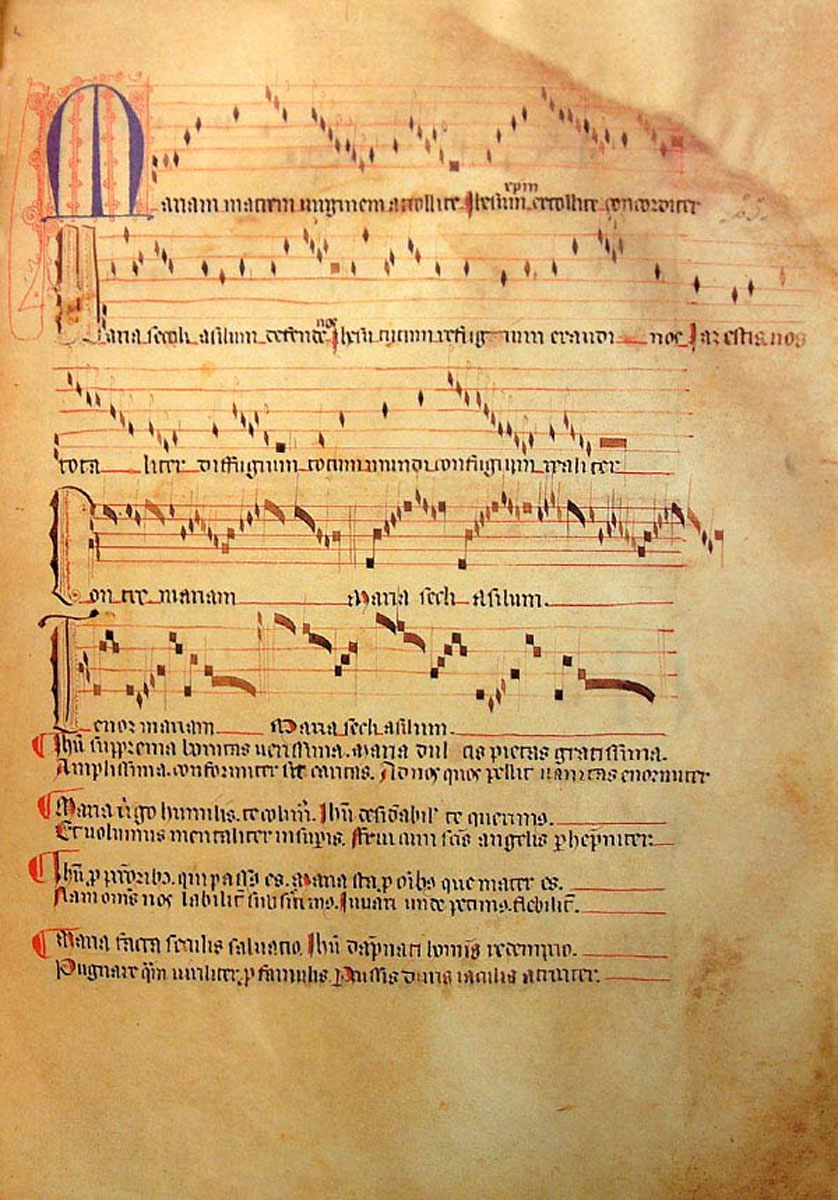
Una pàgina del Llibre Vermell de Montserrat amb l'himne Mariam matrem virginem.

En aquest període i en el del seu antecessor, Joan I, autor d'un rondell a tres veus i un gran aficionat a la música, fins i tot tenia una capella de vint instrumentistes a la cort; l'Ars nova va tenir una magnitud del tot desconeguda a la resta de la Península. El motiu va ser la influència que va tenir a terres catalanes el músic i compositor francès Guillaume de Machaut. Al segle xiv va destacar el músic Jacomí (Jacob de Senleches), que va compondre un Planctus a dues veus amb motiu de la mort d'Elionor de Castella, com constaten el manuscrits francesos i italians.
Pel que fa als tractats de teoria medieval, cal esmentar De canendi scientia, un compendi de la polifonia europea dels segles XII al XIV; De cantu organico (XIV), i un altre tractat del segle xv escrit en català i conservat a la Biblioteca Capitular Colombina. No obstant això, el més rellevant d'aquesta època és un còdex copiat a final del segle XIV: el Llibre Vermell de Montserrat. Aquest còdex és un exemple paradigmàtic de la música religiosa de caràcter popular a Catalunya i marca el pas de l'Ars antiqua a l'Ars Nova. A més, inclou els únics exemples de danses sagrades conservades a Europa.
L'atzar va salvar aquest llibre, que va ser batejat amb el nom de Vermell pel color de les cobertes, de l'incendi i el saqueig del 1811 de la guerra napoleònica, ja que en aquell moment es trobava a les mans del president de l'Acadèmia de Bones Lletres de Barcelona. Aquest còdex miscel·lani, acabat de copiar l'any 1399, contenia melodies de caràcter pietós dedicades als pelegrins. De les deu peces dedicades a la Mare de Déu, nou són cants: set tenen text llatí i dos català; dos són cànons, quatre són a una veu, dos a dues i un a tres, i hi figuren cinc balls rodons, una modalitat de dansa documentada en diversos països europeus. La darrera, Ad mortem festinamus, és una dansa de la mort.
La música dels trobadors era poesia cantada que es transmetia per tradició oral i algunes de les melodies van ser recopilades en cançoners durant el segle xiv. Tal com explica Martí de Riquer, s'han conservat al voltant de dues-centes obres –amb música n'hi ha tretze (vuit cançons es conserven al Cançoner Provençal R (segle XIV); a Ponç d'Ortafà, i quatre provençals anònimes es guarden a Sant Joan de les Abadesses)–. Tan sols una vintena de trobadors eren d'origen català. Un dels primers trobadors coneguts amb nom català va ser Berenguer de Palol, del qual es conserven nou cançons en occità de temàtica amorosa. D'aquestes dues-centes obres que han sobreviscut al pas del temps, cent vint corresponen a Cerverí de Girona i trenta-una a Guillem de Berguedà.
A Guillem de Cabestany (?-1212) el van fer famós escriptors com Petrarca, Boccaccio o Stendhal, que van difondre la llegenda d'aquest màrtir d'amor. El trobador català va estar enamorat de Saurimonda. El seu marit, Ramon de Castell-Rosselló, el va matar en un atac de gelosia i en va donar el cor com a menja a la dama que, en saber què havia engolit, es va suïcidar.
Els trobadors catalans s'inspiraven en els homòlegs provençals. De fet, el provençal era la llengua galant amb la qual s'escrivien els poemes. Habitualment els trobadors, que eren els autors dels poemes, ni recitaven ni cantaven les seves creacions, sinó que encarregaven aquesta feina a un joglar. Aquests intèrprets medievals actuaven a la cort i eren absolutament fidels al text –difícilment podien improvisar uns poemes amb una gran complexitat mètrica– i feien servir músiques més elaborades que els joglars de gestes. La consideració social del joglar que, al final de l'època medieval va rebre el nom de ministrer, va augmentar fins al punt que va ser qualificat de servidor de la cort.

## Renaixement

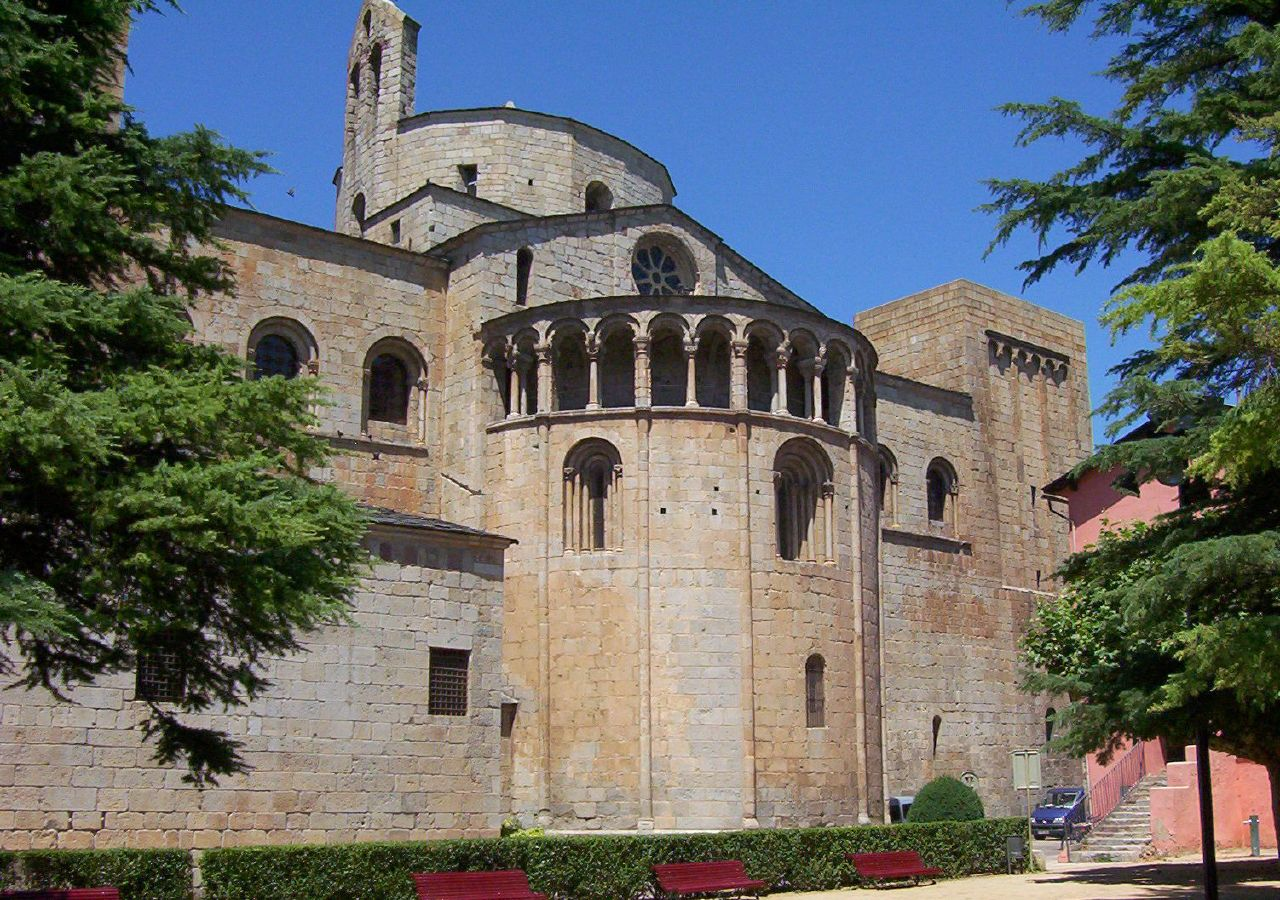
Durant el Renaixement els mestres de capella, com els de la Seu urgell, van tenir un paper destacat en la creació musical catalana

El moviment literari i humanístic de la noblesa i de l'alta burgesia de la Itàlia del segle xiv va donar com a fruit el madrigal, la primera forma poètica musical. Els primers madrigals catalans van ser obra de Pere Alberch Vila, que els va anomenar odes. Si els autors italians cercaven textos cultes de Boccaccio i Petrarca, els compositors Vila i Joan Brudieu tenien Ausiàs March com a referent.
El madrigal va tenir tot el protagonisme polifònic en el decurs del segle xvi. Tan sols tenia com a rival les ensalades, obres de caràcter popular que van tenir molt d'èxit, com a diversió per a cortesans, a la península Ibèrica durant el Renaixement. Aquesta música polifònica d'estil madrigalesc, formada per motius heterogenis amb un caràcter festiu i humorístic, rep el nom d'ensalada per la varietat d'idiomes i d'estils que combina. Mateu Fletxa el Vell, Mateu Fletxa el Jove, Pere A Vila i Bartomeu Càrceres conreaven aquest gènere.
Uns anys abans, però, la música profana va passar per moments complicats. El motiu és que la cort, fins aleshores estable amb Ferran el Catòlic, va desaparèixer de les principals ciutats del reialme catalano-aragonès. Amb la mort del monarca, el 1516, també es va extingir la capella reial. Molts músics catalans van marxar cap a altres països, mentre que altres es van haver de dedicar a la música eclesiàstica. A més, la noblesa havia prescindit del mecenatge.
Moltes de les obres manuscrites dels mestres de capella i organistes dels centres més rellevants de Catalunya es van perdre. A València, la cort dels ducs de Calàbria es va convertir en el referent musical dels Països Catalans en disposar d'una capella a partir del 1550 i produir el Cançoner del duc de Calàbria. Vinculat a la cort dels Calàbria, Lluís del Milà (València, 1500-1561) va ser l'autor de la primera col·lecció impresa a la península Ibèrica de música per a viola de mà i per a cant i viola de mà. El compositor valencià prenia com a model la cançó acompanyada de llaüt, precursora de la monodia acompanyada.
La música per a viola de mà, però, no va tenir continuïtat als Països Catalans; la guitarra va aconseguir més acceptació i el 1586 es va publicar el primer mètode a càrrec de Joan Carles Amat. Com a escriptor, intèrpret i compositor per a viola de mà, Lluís del Milà va formar part de la cort del virrei de València. Autor d'El Cortesano, Libro de Motes i Juegos de Mandar, la seva gran aportació com a músic va arribar amb El Maestro, publicat a València el 1536 i dedicat a Joan III, rei de Portugal: es tracta de la primera col·lecció impresa de música instrumental espanyola amb el sistema de xifra feta per artesans del país. El Maestro inclou 40 fantasies, 4 preludis, 6 pavanes, 6 villancets per a viola de mà i veu, 4 romances i 6 sonets amb text de Petrarca.
Durant el segle XVI van ser impresos a Barcelona tres únics reculls polifònics: Els madrigals de Pere A. Vila; els motets (1584) de Nicasi Sorita, mestre de capella de Tarragona; i els madrigals (1585) que va compondre Joan Brudieu.
Tres autors van sobresortir en el decurs del segle XVI: Mateu Fletxa (Prades, 1481 - Poblet, 1553) va ser mestre de capella de la catedral de Lleida (1523) i mestre de música (1544-48) de les infantes d'Espanya, Maria i Joana, filles de Carles I. Entre el 1523 i el 1533, i el 1539 i el 1544 probablement va estar vinculat a algun centre musical de València. Autor d'una única obra litúrgica, un Miserere –manuscrit 587 de la Biblioteca de Catalunya–, la seva principal aportació són les ensalades a 4 i 5 veus sobre textos llatins, catalans, castellans, francesos i italians, publicades pel seu nebot Mateu Fletxa el Jove. Les més destacades són El fuego i La bomba. L'estil d'aquest compositor català es caracteritzava pel sentit còmic i teatral, la varietat melòdica i la diversitat d'idiomes en una mateixa peça. El 1955, Higini Anglès va publicar un estudi paradigmàtic sobre els Fletxa.
Mateu Fletxa el Jove (Prades, 1530 - Sant Pere de la Portella, 1604), després de ser mosso de capella de la cort de Carles I, i formar-se amb el seu oncle i amb Bartolomé Escobedo, probablement va residir a Itàlia. Posteriorment va ser capellà de l'emperadriu Maria d'Habsburg i va ser nomenat més tard cantor de la capella imperial de Maximilià II del Sacre Imperi Romanogermànic. Va visitar la península Ibèrica els anys 1570, 1581 i 1586, a fi de reclutar cantaires per a aquesta capella.
L'emperador Rodolf II el va nomenar abat de Tihanny, a Hongria, i el 1599 Felip III li va atorgar el càrrec d'abat del monestir de la Portella. A Venècia va publicar el 1º libro de madrigali a 4 et 5 (1568), que conté 31 madrigals, i a Praga, el 1581, va fer imprimir tres llibres de música polifònica: el Libro de música de punto, que s'ha perdut; Divinarum completarum psalmi, que ha arribat incomplet, i Las ensaladas, dedicades a Joan de Borja i Castro. En aquest llibre hi figuren vuit ensalades de Fletxa el Vell, tres de Fletxa el Jove (La feria i Las cañas, a quatre veus, i Ben convene Madona, a cinc veus); dues de Pere A. Vila; una de Càrceres i una de Xacón. Dins la seva producció destaca també Harmonia a 5, per a cinc instruments de corda, i un Miserere a 4 veus.
El tercer nom que sobresurt al segle xvi és el de Joan Brudieu, d'origen occità, tot i que va residir pràcticament tota la vida a Catalunya. Des del 1539 va ser cantor de la catedral de la Seu d'Urgell, on el van ordenar sacerdot el 1546. El 1548 va ser nomenat mestre de capella de per vida. El 1578 va ser nomenat també mestre de capella de Santa Maria del Mar, a Barcelona, i el 1579 va tornar a la Seu d'Urgell, on va residir fins que va morir, el 1591. Va publicar una col·lecció: De los madrigales del muy Reverendo Joan Brudieu Maestro de capilla de la Sancta Yglesia de la Seo de Urgel, a cuatro bozes. (1585). Entre les composicions més destacades hi figuren madrigals amb textos d'Ausiàs March i una missa de difunts, l'única del seu temps en l'àmbit dels Països Catalans.

## Barroc

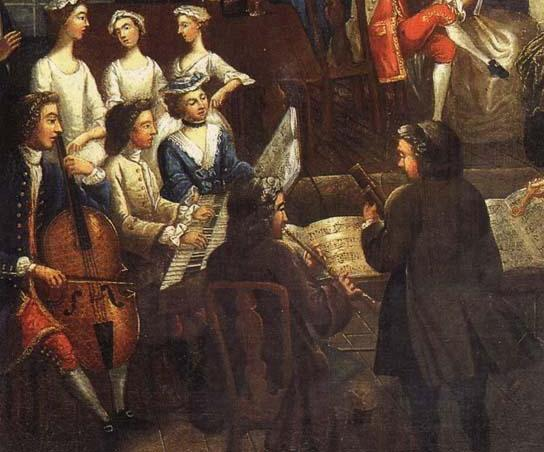
Trio barroc tocant una sonata.

El barroc musical, d'influència italiana, concretament de la Camerata Fiorentina, va arribar a Catalunya en uns moments de crisi política, econòmica, per les dificultats que vivia el comerç de Catalunya amb Amèrica, i demogràfica, que finalment es va resoldre amb la immigració occitana.
Al final del segle xvii, quan l'agricultura, el sistema gremial i la burgesia de tipus mercantil a les ciutats van esdevenir models de la societat, la situació comercial es va redreçar. Aquests canvis de model social, però, van repercutir directament en la música. Sense cort i sense cases de la noblesa, la música tan sols podia tenir com a destí l'espai religiós. Les obres profanes polifòniques, tan cèlebres al Renaixement, i de música de cambra, van donar pas a una música vinculada estretament a l'església.
La influència de compositors de l'escola romana i l'estil polifònic de Palestrina, així com les obres dels autors castellans, de més simplicitat, van influir en la producció musical catalana. L'instrument al qual els compositors van dedicar una major part de la producció va ser l'orgue. A més d'autors com Joan Baseia, Gabriel Manald o Joan Verdalet a Girona, sobresurt Joan Baptista Cabanilles, creador d'un gran corpus i pedagog de grans organistes espanyols.
Cabanilles, primer organista de la catedral de València des del 1666 fins al 1703, va deixar un llegat d'obres de gran virtuosisme, la majoria de les quals es conserven a la Biblioteca de Catalunya. La música instrumental a Catalunya durant el segle xvii anava un pas enrere de la produïda a Europa.
No obstant això, amb la Pau dels Pirineus, va arribar una etapa de major consolidació i de redreçament econòmic. El repertori organístic va començar a incloure obres destacades, que van més enllà d'una finalitat litúrgica i que porten el segell personal d'un autor. Joan Baseia, organista de la catedral de Vic; Rafael Crest, organista del convent de Sant Agustí de Barcelona; Francesc Espelt, mestre de capella de la seu de Manresa; i Gabriel Menalt, organista de Santa Maria del Mar de Barcelona, destaquen especialment.
Les obres eren més innovadores i originals i, fins i tot, experimentals en el camp harmònic. A més, Josep Lluís Gargallo, mestre de capella de la catedral de Barcelona entre el 1667 i el 1682, és autor dels dos primers oratoris de tota la península Ibèrica.

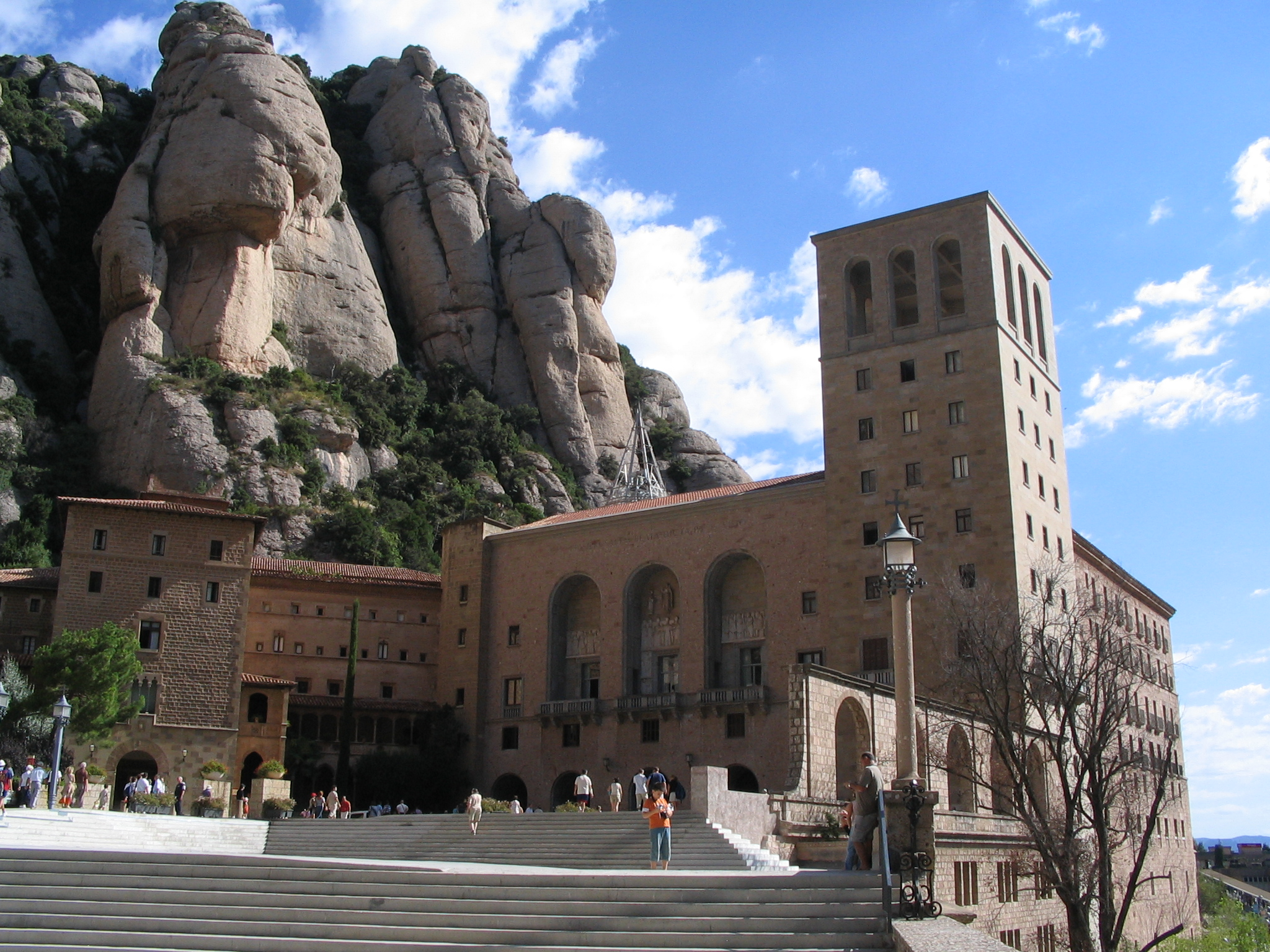
L'Abadia de Montserrat fou un centre musical a Catalunya durant el període barroc, amb monjos destacats com Joan Marquès, Dídac Roca, Joan Romanyà o Joan Baptista Rocabert.

Un centre musical que va brillar per sobre de tots a Catalunya va ser l'abadia de Montserrat, que es va obrir als corrents italians i francesos. Entre un llarg llistat de noms, cal destacar els monjos Joan Marquès, Dídac Roca, Joan Romanyà o Joan Baptista Rocabert. Però, entre tots ells, el que ha gaudit de més popularitat és Joan Cererols. Va entrar com a novici el 1636 i es va formar en humanitats i teologia moral. Després de passar un temps al monestir benedictí de Montserrat de Madrid, va tornar a Montserrat, on va ser nomenat mestre de capella, un càrrec que va desenvolupar durant trenta anys. Del 1658 al 1680 va ser director de l'escolania. La seva obra, a més de llegar peces de gran originalitat (entre les quals figuren misses i villancicos), va estar dedicada a la docència, en part per la seva immensa capacitat per tocar instruments (orgue, clavicèmbal, arpa, arxillaüt, violó i trompa marina).
La seva producció de música religiosa comprèn obres com oratoris, misses, completes, vespres, lamentacions, lletanies, motets, antífones, en un estil bàsicament polifònic que l'emparenta amb Tomás Luis de Victoria. Autors com Josep Ferrer i Pau Marquès, a la Seu d'Urgell, o Marcià Albereda i Josep Reig, a Barcelona, o el tarragoní Isidre Escorihuela, a Tarragona, també van deixar un llegat d'obres religioses.
Una altra figura destacada d'aquest període és Joan Pau Pujol, que va sobresortir per la seva obra contrapuntística estesa per tot Espanya. Nascut a Mataró el 1570 i mort a Barcelona el 1626, Pujol va ser nomenat mestre de capella de la catedral de Tarragona l'any 1593, un càrrec que va ocupar tres anys després a la basílica del Pilar de Saragossa. El 1612 va esdevenir mestre de capella de la catedral de Barcelona. L'estreta vinculació amb l'església va marcar una producció dedicada quasi exclusivament a obres sacres. Com en el cas d'altres figures de l'època, el seu redescobriment es va produir gràcies a la tasca musicològica de Felip Pedrell. La influència de Pujol no cal buscar-la només a Catalunya. Figura imprescindible de la música polifònica espanyola, és un autor de transició entre l'estil renaixentista de Cristóbal de Morales, Tomás Luis de Victoria o Francisco Guerrero i el nou estil barroc de Mateo Romero o Joan Baptista Comes.
Construïa la producció, de certa influència italiana, sobre un cantus firmus gregorià i edificava espectaculars edificis sonors. Amb una producció molt extensa, Pujol deixa un llegat en el qual s'inclouen quatre Laudate Dominum, psalms rics en l'art de la variació vocal sobre el cantus firmus litúrgic, dos Laudate pueri Dominum Dixit Dominus, quatre Beatus vir, quatre Credidi, quatre Cum invocarem, quatre In te Domine speravi, quatre Qui habitat, quatre Ecce nunc, diversos himnes, divuit villancicos amb text castellà i una trentena de composicions polifòniques de caràcter profà. També va deixar una missa ‘pro defunctis', per a vuit veus, i altres misses amb un gran domini de l'escriptura contrapuntística.

## Classicisme

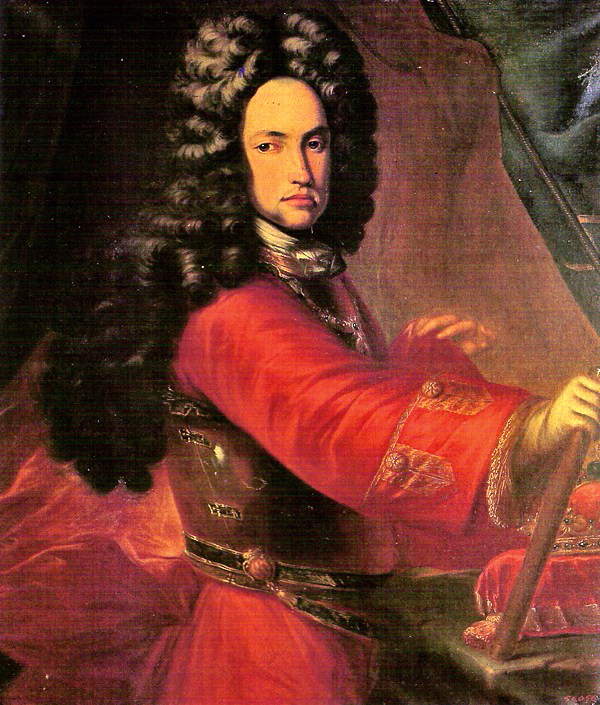
Carles d'Àustria va facilitar l'arribada a Catalunya de noves músiques i compositors.

La cort barcelonina de Carles d'Àustria (1705-1711) durant la guerra de Successió va facilitar l'arribada a Catalunya de noves músiques i compositors. La influència d'aquests nous corrents es va fer evident després de la postguerra, quan l'estil barroc estava a punt d'extingir-se i sorgia amb força l'estètica galant precursora del classicisme. A partir del 1750, amb temporades d'òpera estables a Barcelona, alguns compositors es van atrevir a competir amb les produccions italianes. Domènec Terradellas (1713-1751) va estrenar principalment a Itàlia, però Josep Duran (1726-1802), format com Terradellas a Nàpols, va estrenar al Teatre de la Santa Creu de Barcelona entre el 1760 i el 1762. També van deixar producció operística Carles Baguer (1768-1808) –més important en el camp de la música simfònica– i el guitarrista Ferran Sor (1778-1839). Malgrat l'afecció del públic per l'art líric italià, no va ser fins a Ramon Carnicer (1789-1855) que trobem un compositor català dedicat a l'òpera de manera plena i continuada.
L'opéra comique francesa va viure l'època daurada a començament del segle xix a Barcelona i Girona, però mai va arribar a assolir gaire popularitat. Ben altrament, si Terradellas va ser una figura bàsica de l'evolució de l'òpera italiana, catalans com Lluís Misson (1727-1766) o Manuel Pla (+1766) van tenir un paper cabdal en la música teatral de tradició hispànica. El més destacat, però, va ser Pau Esteve (c.1730-1794), autor de tonadillas i sarsueles de gran èxit al Madrid del seu temps.
En música religiosa es va mantenir la dualitat d'estils heretada del barroc: la línia més popular va evolucionar des del villancet vers la cantata i l'oratori –molt lligat a l'òpera, però amb textos generalment en castellà–, mentre que la música litúrgica en llatí va abandonar definitivament les estructures de motet per adoptar formes en diversos moviments i amb solistes i orquestra.
L'Escola de Montserrat, amb mestres de capella que es mantenien al dia de les tendències del temps, va marcar l'estil de la composició religiosa arreu del país. El primer renovador va ser Josep Antoni Martí (1719-1763), ben format en l'estil tardobarroc italià i autor de lamentacions a solo i un emotiu Stabat Mater. Els deixebles Anselm Viola (1738-1798) i Narcís Casanoves (1747-1799) van ser els principals compositors de l'etapa plenament clàssica, amb misses, salms, responsoris i altra música litúrgica en llatí composta amb cors, àries, duos i trios i orquestra. Entre els epígons de l'escola montserratina del classicisme cal esmentar Josep Vinyals (1772-1825), Benet Brell (1786-1850) i Jacint Boada (1772-1859), que van refundar l'escolania de música després de la destrucció del monestir el 1811-12.
Altres centres religiosos catalans també van produir música d'acord amb els estils de l'època. Mestres de capella com Josep Carcoler (1698-1776) a Olot o Joan Pusalgues (1690-1770) a Sant Joan de les Abadesses il·lustren el pas del barroc al classicisme. L'esmentat Duran va ser un dels principals partidaris de l'estil italià en la música d'església, mentre que Baguer, de qui cal destacar els darrers grans oratoris, va ser el més immers en l'estil clàssic. Altres compositors de música religiosa van ser Emmanuel Gònima (1712-1792), Francesc Juncà (1742-1833) i Jaume Balius (1785-1822), de la catedral de Girona, o Joan Rossell (1724-1780) a la de Tarragona. La seu de Lleida, destruïda durant la guerra de Successió, no va tenir compositors importants fins a Francesc Andreví (1786-1853).
En la música per a teclat (orgue, clavicèmbal i piano, sovint intercanviables), les formes barroques del XVII van coexistir amb la nova sonata. El cap visible de la plèiade de clavecinistes catalans va ser Antoni Soler (1729-1783), format a Montserrat i mestre de capella d'El Escorial. Amb més de cent trenta sonates, va desenvolupar l'estil de Domenico Scarlatti i va ser un dels primers a estructurar-les en obres de tres o quatre moviments a partir del 1777. Entre els precursors, contemporanis i epígons cal esmentar organistes de diferents indrets del país que van conrear indistintament l'estil modern (sonates i tocates) i el tradicional (tientos, passos i fugues): Francesc Mariner (1720-1789), Anton Mestres (+1786) i Joan Vila (1711-1791) a Barcelona, o Josep Gallès (1758-1836) a la catedral de Vic. A Montserrat sobresurt Felip Rodríguez (1760-1815), però Viola i Casanoves també van compondre sonates i passos per a orgue o clave. Un cop més, Baguer va ser el millor representant de la línia clàssica europea. De Freixenet o Cantallops, autors de sonates binàries reeixides i divulgades, no en tenim dades ara per ara.

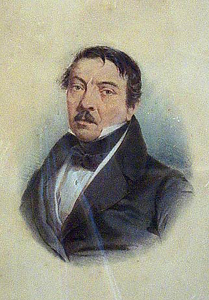
Ramon Carnicer i Batlle

En el camp orquestral, les simfonies primerenques de Josep Fàbrega o Francesc Parera segueixen l'estil de la simfonia avanti l'opera napolitana i no es diferencien gaire de les obertures coetànies de Reixach, Pla o Duran: obres per a petita orquestra, brillants, en tres moviments i amb desenvolupaments breus. L'estil de la simfonia clàssica és conreada per Baguer, que en va compondre dotze en quatre moviments, amb més desenvolupament i de durada més llarga.
Les simfonies de l'inici del XIX (Ferran Sor, Mateu Ferrer, Josep Pons o Ramon Carnicer) es van inclinar, però, per formes derivades de l'obertura rossiniana. Pel que fa a la música concertant, els concerts per a un o dos solistes i orquestra dels germans Joan, Josep i Manuel Pla es van adscriure a un estil galant preclàssic, mentre que els compostos per Sor, Baguer o Anselm Viola a la darreria del xviii van participar de l'estil clàssic europeu. Totes aquestes obres simfòniques s'interpretaven en concerts públics als teatres o a salons privats (les dites acadèmies), però també a les esglésies durant els actes religiosos solemnes (especialment en les anomenades siestas) i sempre alternant amb les obres de Haydn o d'Ignaz Pleyel, els autors de música instrumental més populars del classicisme.
Al final del barroc hi va haver violinistes, oboistes o flautistes que componien música de cambra. Dels tres germans Pla han arribat més de quaranta trios i duets per a oboè, violí o flauta: obres amables i elegants que es van publicar arreu d'Europa. Altres famílies d'intèrprets compositors van ser els flautistes Rodil (o Rodill), actius a Portugal, o els violinistes Rosquelles, de la cort de Madrid. Tots ells van compondre obres per al seu instrument, com també els violinistes Francesc Manalt (1710/15-1759) i Salvador Reixach (1720/30-1780) o el famós flautista Lluís Misson. Antoni Soler va ser el pioner de noves formes instrumentals amb els quintets per a clavicèmbal (o orgue) i quartet de corda (1776) o els concerts per a dos orgues sols, obres dedicades a Gabriel de Borbó, el melòman fill de Carles III. Finalment, si Soler ja es deslliga de la música amb baix continu, el classicisme ple és representat pel seu deixeble Josep Teixidor (1750-1811), musicògraf i organista de la capella reial i autor de quartets datats cap al 1800.

## Romanticisme

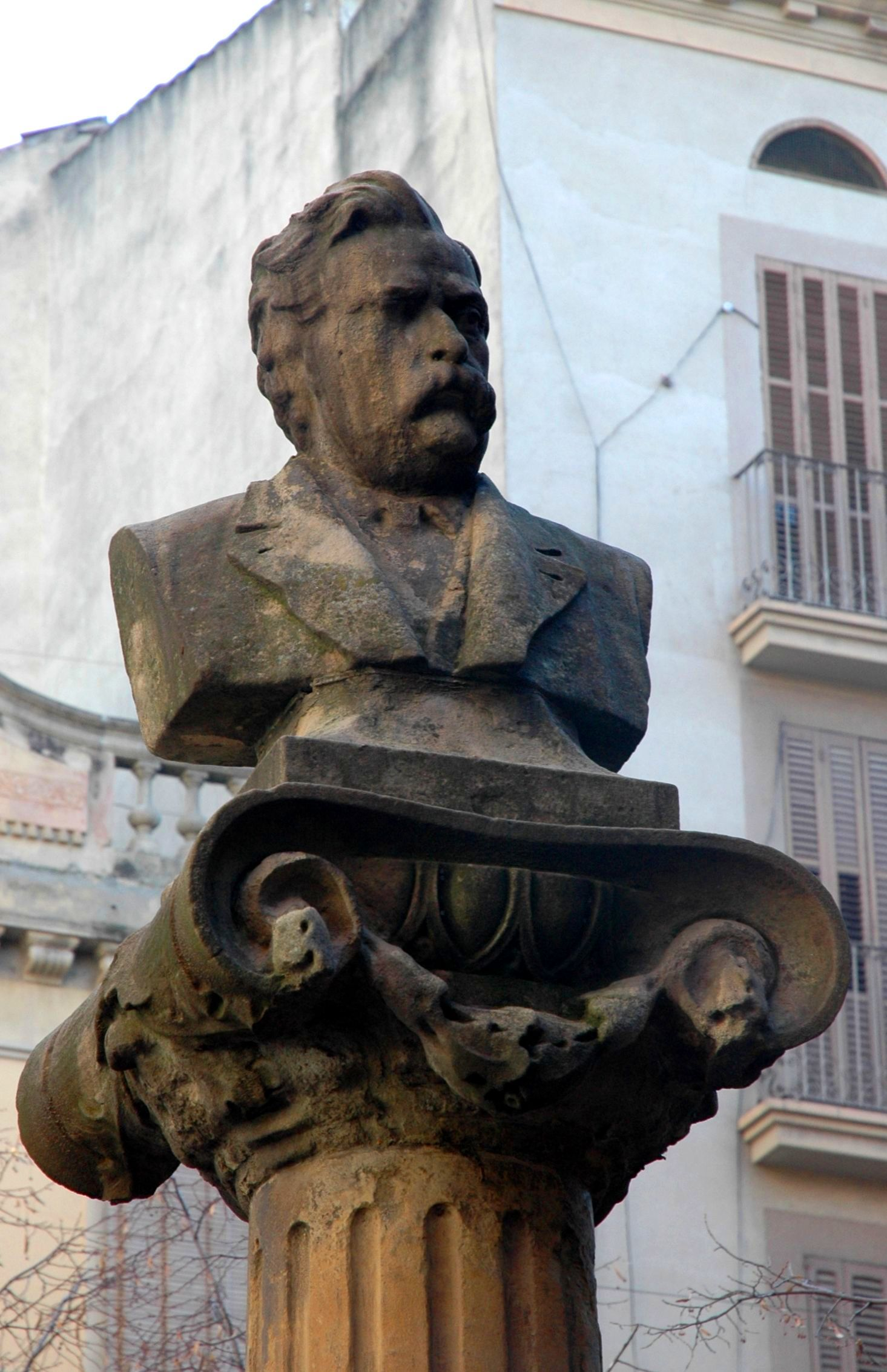
Monument a Josep Anselm Clavé i Camps a la plaça dedicada de Manresa

El segle xix, musicalment parlant, a Catalunya s'inicia a l'Abadia de Montserrat, el monestir amb més tradició musical de tot el país. Va ser allà on es van formar un dels grans músics de l'època romàntica, Ferran Sor i Muntades (1788-1839), que hi va ingressar el 1790 com a escolà i es va formar musicalment amb el pare Anselm Viola.
Quan Sor i Muntades va mudar la veu, va haver de marxar del monestir. A Barcelona va provar sort amb el gènere operístic i va participar en l'estrena de Il Telemaco nell'Isola di Calipso (1797). Poc després, protegit per la duquessa d'Alba, es va traslladar a Madrid per exercir de músic. Els ideals afrancesats el van portar a allistar-se a l'exèrcit napoleònic i, després de la guerra del Francès, va marxar a l'estranger. Va ser, doncs, fora de les nostres fronteres, on el músic català va començar una carrera musical força notable. El primer destí va ser Londres, on va escriure música per a ballets, i cançons i obres per a veu i guitarra. A París, va estrenar el ballet Cendrillon (La ventafocs) i a Sant Petersburg va compondre la música del ballet Hercule et Omphale (1826) per a la coronació del tsar Nicolau I. Sor i Muntades ja no va tornar a Catalunya. La seva vida va transcórrer entre Rússia, Londres i París. Un dels principals mèrits va ser el Mètode de guitarra, que el va convertir en el principal pedagog de la guitarra del seu temps, amb una visió didàctica i concertística.
La Catalunya del moment vivia un temps d'incertesa per la situació econòmica i política. Malgrat que hi havia nombrosos mestres de piano, els processos de desamortització de béns de l'església van acabar amb el poder musical dels centres religiosos i amb aquests es va extingir bona part de la música. El relleu encara no estava preparat, perquè la vida concertística no tenia encara ni prou rellevància ni prou constància. De fet, es reduïa als concerts de quaresma que completaven les temporades estables d'òpera.
En aquest context va ser força rellevant l'aportació de Josep Anselm Clavé (1824-1874) a la música popular. El llegat d'aquest músic català, que va treballar perquè la música fos una eina més per educar els obrers, ha perdurat fins als nostres dies. Al segle xix, la situació de la classe obrera era molt precària i Anselm Clavé, amb un esperit redemptorista, que combregava amb els ideals socialistes utòpics del moment, volia millorar-la.
Per aconseguir-ho, el 1850 va fundar el grup La Fraternidad, una agrupació d'homes cantaires que oferien als teatres del passeig de Gràcia (llavors encara Riera d'en Malla) concerts esmorzar i concerts berenar que complien una funció recreativa i musical. El moviment va adquirir importància en molt pocs anys i el 1862 Clavé va organitzar un primer encontre d'entitats corals claverianes, que va reunir milers de cantaires. L'embranzida que havia agafat La Fraternidad va alertar les suspicàcies de les autoritats, que van començar a promoure entitats alternatives com l'Orfeó Barcelonès, dirigit pels germans Pere i Joan Tolosa. La rivalitat entre els dos moviments va arribar fins al punt que els germans Tolosa van acusar el moviment claverià d'informal i inculte. Amb el temps, però, la situació es va decantar a favor de Clavé, vinculat al moviment republicà i obrer.
Com a compositor, Clavé va seguir les tendències de l'època escrivint obres corals de caràcter idíl·lic, de temàtica bosquetana, com Les flors de maig, o narrativa de les tradicions populars o rutines laborals catalanes, com Els Xiquets de Valls i La maquinista, que presentaven un aspecte poemàtic molt del gust dels cantaires i dels oients, amb freqüent recurs a vocalitzacions pròpies del cant popular. De la importància del moviment parla la riquesa i varietat dels cors claverians a Catalunya i arreu del món, que promouen una manera d'entendre el cant coral com a foment de sociabilitat a través del cant i el compromís de classe.
Relativament contemporani a Clavé va ser Felip Pedrell (1841-1922), pare de la musicologia catalana i espanyola, i compositor format a la seva Tortosa natal amb Josep A. Nin. A imitació de Clavé, que el 1862 havia fet escoltar a Barcelona, per primera vegada a tot l'estat espanyol, una obra de Richard Wagner, el Cor de peregrins del Tannhäuser, Pedrell va presentar al Liceu el 1868 una òpera de caràcter wagnerià: L'ultimo abenceraggio, seguida d'una altra, Quasimodo (1875). Així, el músic tortosí es donava a conèixer com un defensor ardit de les novetats wagnerianes. Una passió que també va deixar plasmada en articles en defensa del músic germànic.
Pedrell va animar nombroses publicacions musicals com el Salterio Sacro-Hispano, Hispaniae Schola Musica Sacra, les Notas Musicales y Literarias, el Teatro lírico español anterior al siglo XIX o La Ilustración Musical Hispano-Americana, que buscaven recuperar obres religioses oblidades o fomentar el coneixement de la història de la música entre els lectors. En aquest sentit va ser molt important la seva aportació al descobriment de l'obra de Tomás Luis de Victoria amb el Sue Opera omnia (1902-1913).
Com a compositor, Pedrell va intentar de moltes maneres assolir l'èxit amb obres com Els Pirineus, estrenada al Liceu el 1902 i inspirada en un text de Víctor Balaguer, a imitació de les complexes produccions wagnerianes, però sense la seva capacitat de difusió internacional. Tanmateix, la valenta lluita per la defensa del patrimoni musical en tots els àmbits, entre els quals també el de la música popular present en la publicació del Cancionero musical popular español, va donar fruits en una escola de composició. Autors tan notables com Isaac Albéniz, Enric Granados, Enric Morera o Robert Gerhard, que li va dedicar l'obra Cançoner de Pedrell, van seguir els seus passos. A més, Pedrell va ser un dels impulsors del nacionalisme musical català amb la publicació de Por nuestra música (1891), en què manifesta el seu ideari de defensa dels valors musicals propis.
El nacionalisme musical va impulsar els creadors del moment a escriure obres sobre temes populars catalans o bé a promoure iniciatives de recol·lecta de repertoris populars estesos per la geografia catalana, com Obra del Cançoner Popular Català, que la Fundació Rabell va iniciar el 1920.

## Modernisme

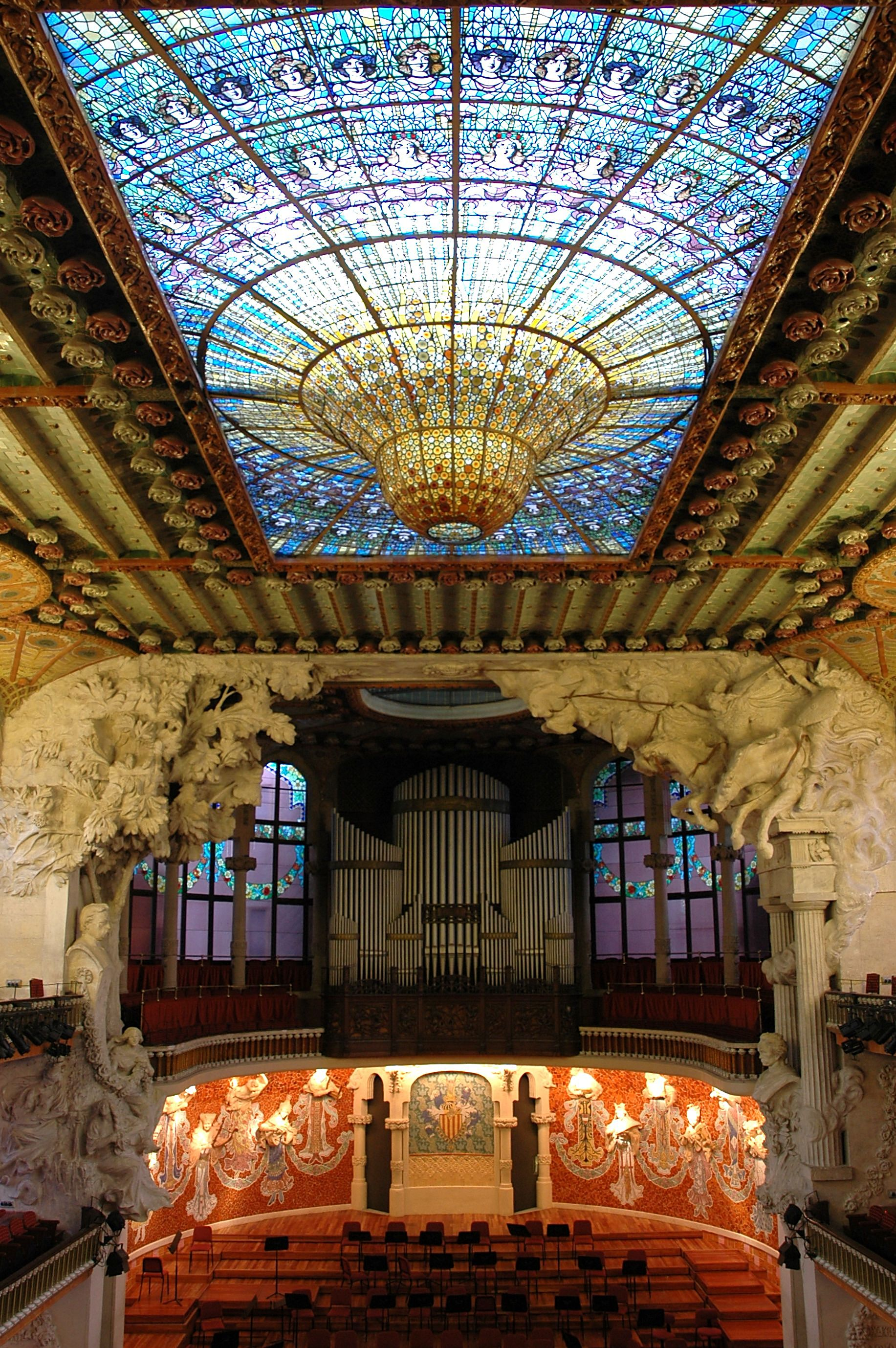
Palau de la Música Catalana.

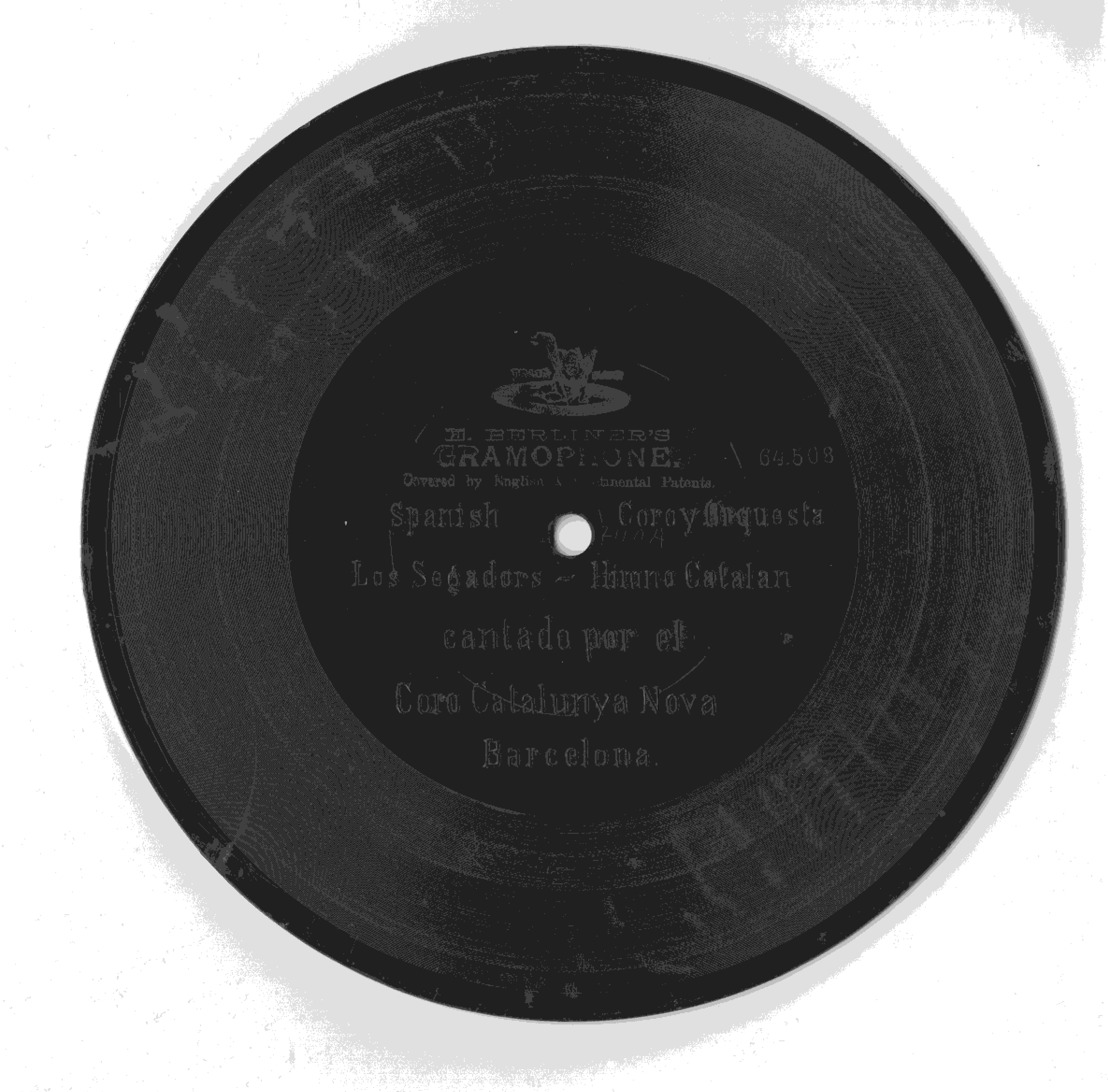
Disc de goma laca (disc de pedra de 70 rpm) amb Els Segadors. Fons Joan Manén del Museu de la Música de Barcelona.

El moviment modernista va trencar amb l'estètica italiana que impregnava qualsevol manifestació musical a la Barcelona del XIX. Al tombant de segle, la referència cultural era una altra: el nord d'Europa i, en concret, Alemanya i un dels seus compositors més coneguts: Richard Wagner. Músics com Josep Anselm Clavé i Antoni Nicolau van introduir el compositor alemany a Catalunya durant la segona meitat del segle xix. La música de Wagner es podia sentir en els principals escenaris operístics de Barcelona. El públic del Teatre Principal i, a partir del 1845, del Gran Teatre del Liceu, podia escoltar unes òperes que van suposar una autèntica revolució artística i que exaltaven la identitat catalana.
El moviment modernista era fill d'una nova realitat econòmica i social. La revolució industrial havia despertat la consciència obrera a través del moviment orfeònic que encapçalava Josep Anselm Clavé i Antoni Nicolau. Aquest fet va marcar l'inici d'un nou corrent estètic en el camp musical que vertebraria tota la creació i la interpretació que es van fer a Catalunya fins a la dècada dels vint del segle xx.
El terme modernista no es pot deslligar del sentiment catalanista sorgit de la Renaixença. El referent del modernisme musical va ser l'esperit nacionalista que a l'època es promovia des del centre d'Europa i que buscava en les arrels populars la seva expressió màxima. Era el marc idoni perquè la cançó catalana pogués desenvolupar-se.
Una altra de les figures més representatives de l'estil musical modernista va ser Enric Morera i Viura. Morera és el músic que va enllaçar la música catalana amb els moviments musicals de França i Bèlgica. El seu pas pel Conservatori reial de Brussel·les va suposar la introducció de la música de César Franck a Catalunya i, amb ell, del corrent francobelga. Aquesta influència, juntament amb l'esperit wagnerià, que va impregnar la sensibilitat musical de l'època, va originar una identitat musical que, a través del moviment orfeònic iniciat per Clavé, trobava en la cançó coral la seva manifestació més profunda.
L'obra de Morera, interpretada per la seva coral Catalunya Nova, va esdevenir el màxim símbol de la música del modernisme i, per tant, de la música que plasmava l'essència de Catalunya. La seva participació en les Festes Modernistes, que organitzava Santiago Rusiñol a Sitges, també forma part de la memòria històrica musical.
La vitalitat del moviment orfeònic a Catalunya durant el modernisme va donar els seus fruits. Un d'ells, l'Orfeó Català, fundat el 1891 per Amadeu Vives i Lluís Millet, encara perdura. Al costat de l'Orfeó Català, també cal tenir en compte l'existència d'altres orfeons importants de l'època com l'Orfeó Gracienc de Joan Balcells i l'Orfeó de Sants d'Estanislau Mateu.
El 1908, el pare de l'arquitectura modernista, Lluís Domènech i Montaner, va construir un dels edificis més emblemàtics de Catalunya: el Palau de la Música. Aquest espectacular edifici es va convertir en la seu de l'Orfeó Català i va ser la principal sala de concerts de Barcelona durant tot el segle xx. És tot un símbol i destil·la l'ideari artístic musical del modernisme: el conjunt estatuari que decora la boca de l'escenari, amb la noia i el salze, ret homenatge al bust d'en Clavé, gairebé confrontat al de Beethoven. La part dreta de l'escenari culmina amb un dels grans referents d'aquest moviment musical i artístic: la cavalcada de les Valquíries wagnerianes que va modelar Pablo Gargallo.
El compositor i musicòleg Felip Pedrell (Tortosa, 1841 - Barcelona, 1922) va ser un dels grans impulsors del moviment de recuperació de la música popular i antiga. Pedrell és considerat el pare de la ciència musicològica al nostre país i va exercir una gran influència en les personalitats més importants del tombant de segle. A banda de Pedrell, altres músics van emprendre la tasca de recuperació del patrimoni musical. És el cas de Francesc Alió, que va escriure la música de l'himne de Catalunya, Els Segadors. Dues altres figures musicals cabdals del modernisme amb vocació universal són el pianista i compositor Isaac Albéniz i Enric Granados.

## Segle XX

### Compositors

#### Avantguardes

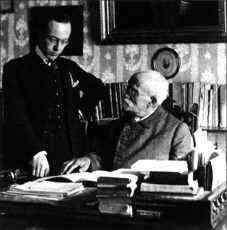
Felip Pedrell amb Robert Gerhard (dret)

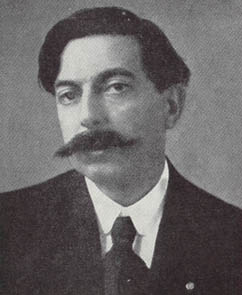
Enric Granados

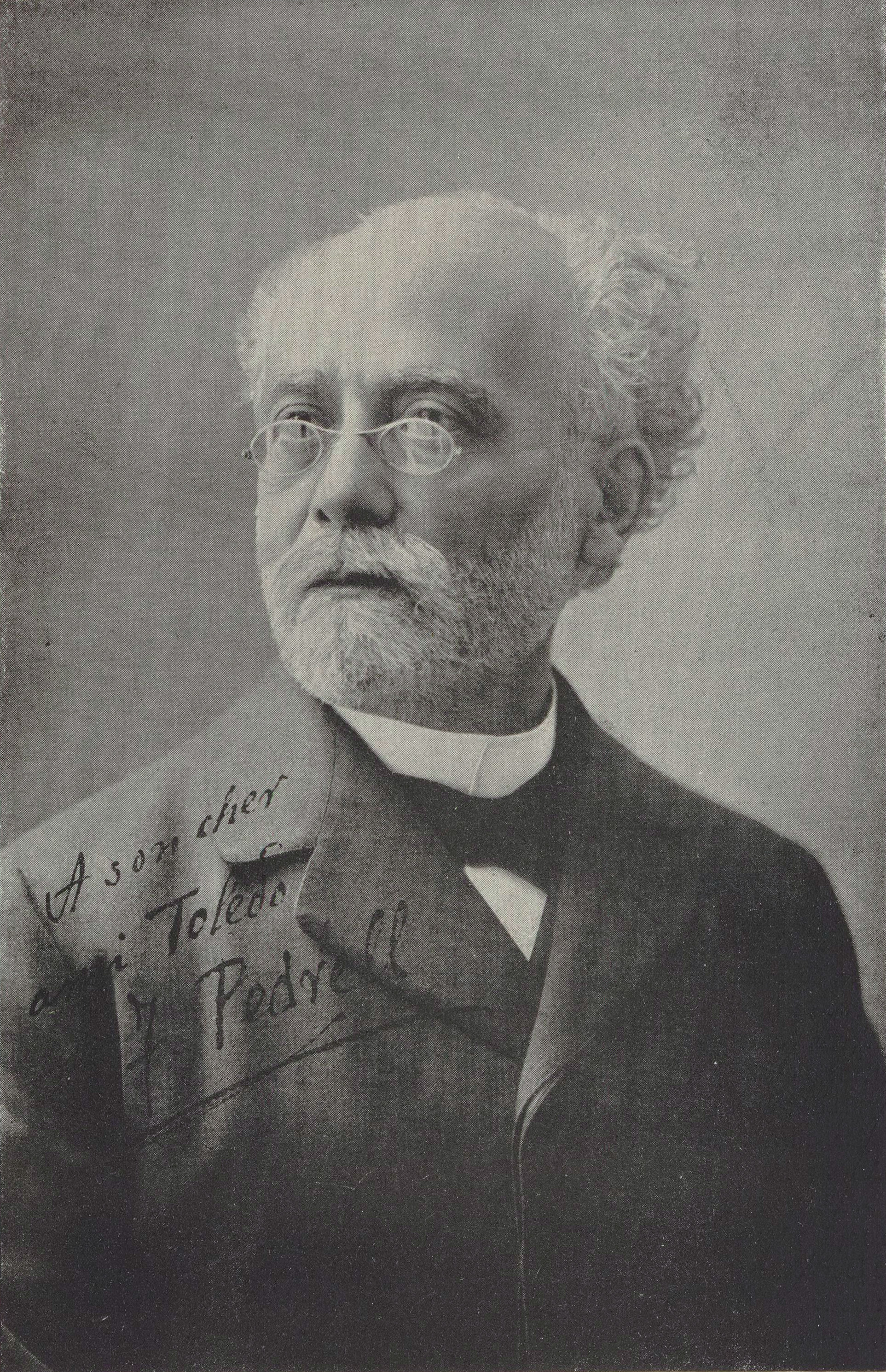
Felip Pedrell

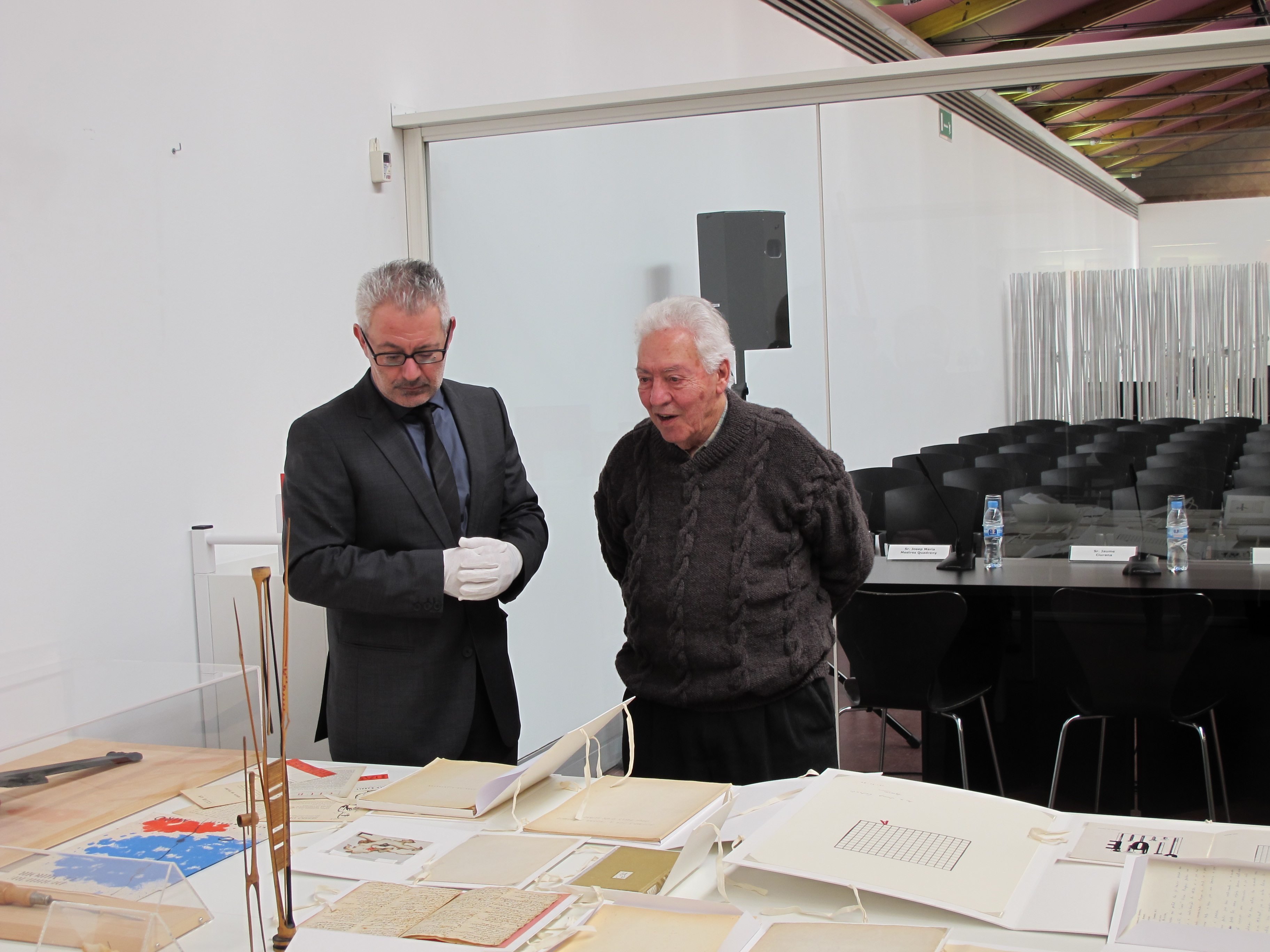
Josep Maria Mestres Quadreny amb Bartomeu Marí al MACBA.

L'esperit d'avantguarda que va marcar la creació musical de tot el segle XX es va inspirar en la segona escola de Viena, representada per Arnold Schönberg, Alban Berg i Anton Webern, i els seus nous pressupostos harmònics sistematitzats amb el dodecafonisme. El compositor Robert Gerhard va ser l'introductor d'aquest corrent nou i la figura més paradigmàtica del batzac que va suposar la Guerra Civil espanyola per a la vida musical de Catalunya.
Robert Gerhard (1896-1970), deixeble d'Enric Granados i de Felip Pedrell, va enllaçar la generació modernista amb l'avantguarda que va arribar a partir dels anys vint del segle passat i que es va desenvolupar durant la Segona República espanyola. Va ser un dels membres del grup anomenat Compositors Independents de Catalunya (CIC), juntament amb Manuel Blancafort, Ricard Lamote de Grignon, Joan Gibert Camins, Agustí Grau, Baltasar Samper, Eduard Toldrà i Frederic Mompou. Els integrants del CIC, que va tenir una vida efímera, entre el 1929 i el 1931, van encapçalar el nou moviment musical dins del corrent del Noucentisme, que retornava a un cert classicisme que feia de contrapunt a l'estil postromàntic del modernisme català. La relació de Robert Gerhard amb Arnold Schönberg va propiciar dues visites d'aquest compositor a Barcelona, entre els anys 1931 i 1932. El compositor, fins i tot, va anomenar Núria la seva filla. El més important, però, és que aquest vincle posava en contacte el món musical català amb una Europa que buscava poder traçar camins més lliures, més independents, a l'ombra d'un magma social que acabaria esclatant-li a les mans.
Aquesta relació amb Viena que va conrear Robert Gerhard i el cercle musical que es va desenvolupar al voltant –amb noms com Pau Casals o Conxita Badia– es va materialitzar històricament amb la celebració a Barcelona el 1936 del XIV Festival de la Societat Internacional de Música Contemporània (SIMC) i la creació de la Societat Internacional de Musicologia. L'esdeveniment va col·locar Barcelona entre les capitals musicals d'Europa, ja que l'encarregat de dirigir-lo va ser Hermann Scherchen i es van estrenar obres com Concert per a violí. A la memòria d'un àngel d'Alban Berg.
La Guerra Civil espanyola, però, va acabar amb el somni de Robert Gerhard, que va haver d'emprendre el camí de l'exili. El van acompanyar altres personalitats com Jaume Pahissa o Joan i Ricard Lamote de Grignon, que va patir la repressió franquista. A l'altra banda d'aquest exili, en la penosa situació que vivia Catalunya després de la guerra, hi havia músics com Eduard Toldrà (1895-1962), que el 1936 havia guanyat el Premi Isaac Albéniz atorgat per la Generalitat de Catalunya, pel recull de cançons La rosa als llavis, amb poemes de Joan Salvat-Papasseit i dedicat a la soprano Conxita Badia. Una obra que no es va estrenar fins al 1947, quan Badia va retornar després d'onze anys a Sud-amèrica.
Amb Toldrà es va reprendre la vida musical catalana. El músic va ser nomenat director de l'Orquestra Municipal de Barcelona, originària de l'actual Orquestra Simfònica de Barcelona i Nacional de Catalunya (OBC). La seva obra recull la sensibilitat catalana de la primera meitat del segle xx, amb títols com l'òpera El giravolt de maig o el quartet de corda Vistes al mar, inspirat en poemes de Joan Maragall. Una sensibilitat que es basava en el paisatge mediterrani i en la cançó popular, tal com havia fet anteriorment la generació modernista. La diferència, però, en el cas de Toldrà i els coetanis, és que reivindicaven el cor llatí i la música traspuava admiració pels compositors francesos.
Un altre bon exemple d'aquesta sensibilitat va ser Manuel Blancafort (1897-1987), autor d'un catàleg molt extens que inclou obres simfòniques, concerts, música de cambra i una Cantata a la Verge Maria, que va rebre el premi de l'Orfeó Català. La música de Manuel Blancafort comparteix aquesta mateixa factura impressionista de gran part dels compositors de la seva generació. Al seu costat, l'amic i també compositor Frederic Mompou (1893-1987) va desenvolupar d'una manera més personal i depurada aquesta inclinació per la influència de Gabriel Fauré o de Claude Debussy i va arribar a ser el compositor amb més projecció internacional de la seva generació, sobretot per la seva obra per a piano sol, que inclou obres mestres com els quatre quaderns de la Música callada.
Una mica més enllà d'aquesta generació, que va fer de pont entre les dues meitats d'un segle XX escindit per la Guerra Civil i la II Guerra Mundial, hi ha Joaquim Homs (1906-2003), deixeble de Gerhard, i Xavier Montsalvatge (1912-2002). Tant Homs com Montsalvatge, tot i ser anomenats els compositors de la generació perduda, van saber mantenir un llegat musical amb la mateixa independència i vocació de l'època anterior. En el cas de Joaquim Homs, que també va ser violoncel·lista, cal destacar un ampli catàleg amb obres de tots els gèneres compositius, que també s'apropa a la introspecció però seguint els postulats del dodecafonisme.
Xavier Montsalvatge, en canvi, va buscar portar a l'extrem influències com la de Maurice Ravel o Igor Stravinsky fins a arribar a un expressionisme pròxim a l'atonalitat sense haver de renegar de la lluminositat mediterrània i de la seva predilecció per l'antillanisme que va descobrir amb les havaneres de Calella de Palafrugell. La tasca com a crític musical a publicacions com Destino o La Vanguardia li va permetre tenir una perspectiva privilegiada de la vida musical del nostre país. Obres com les populars Cinco canciones negras, que són interpretades arreu del món; el Concerto breve per a piano, dedicat a Alícia de Larrocha; el Cant Espiritual o altres més recents com Folia Daliniana, i les òperes Una voce in off, El gato con botas i Babel 46, abasten un espectre musical molt ampli i el col·loquen entre els compositors catalans més universals de la seva generació.
Amb l'arribada de la dècada dels cinquanta es va reprendre la vida musical a Catalunya i va sorgir una nova generació de compositors que va heretar el llegat dels predecessors i el va adequar als nous temps. Entre aquests nous músics, destaca Xavier Benguerel i Godó (1931), fill d'un dels escriptors que van haver de patir l'exili quan les tropes franquistes van guanyar la Guerra Civil: Xavier Benguerel i Llobet, un dels Premi d'Honor de les Lletres Catalanes. Benguerel fill va tornar a Barcelona el 1954 per inscriure's en l'anomenada generació del 51, al costat de músics com Joan Guinjoan o Josep Soler i Sardà. Tots ells van tenir com a mestre Cristòfol Taltabull, una de les personalitats musicals més completes que ha donat Catalunya. Taltabull va fer de pont entre l'esperit de les primeres dècades del segle XX i la voluntat de renovació i de mirar endavant que tenien els que es van reafirmar artísticament a partir dels anys seixanta. Guinjoan i Benguerel van seguir un corrent estètic molt influït per Bartók i per Stravinsky, així com per l'escola francesa que va conèixer ampliant els estudis a París. En aquest sentit, l'Institut Francès de Barcelona i el Cercle Manuel de Falla, que es va crear als anys quaranta, van il·luminar l'ambient desolat que havia deixat la guerra.
En aquest període destaquen els compositors Joan Comellas, Manuel Valls Gorina, Josep Casanovas, Àngel Cerdà, Josep Maria Mestres Quadreny, Joan E. Cirlot i el pianista Jordi Giró. Tots ells tenien una mateixa inquietud: la necessitat de continuar la vida artística al país, terra de confluència d'estètiques diverses, franceses, alemanyes, italianes i espanyoles, que van donar un fruit propi incomparable. Artistes com Joan Miró o Joan Brossa van esdevenir punts de referència per a molts d'aquests compositors, sobretot els que buscaven arriscar més en el terreny impetuós de l'avantguarda, com va ser el cas de Mestres Quadreny.
El grup Diabolus in Musica, que es va fundar el 1965, amb Juli Panyella i que va dirigir Joan Guinjoan, va ser una referència en el desenvolupament de la música catalana, un altaveu que va situar la creació autòctona en el lloc que es mereixia arreu del món.

#### Música catalana contemporània
La música catalana contemporània és una de les més riques i obertes del panorama musical europeu. Molts compositors catalans s'inspiren en una gran diversitat de corrents estètics i d'influències, tant cultes com populars, per crear composicions sonores de gran expressivitat.
A partir de les últimes dècades del segle xx, compositors com Jordi Cervelló, David Padrós, Salvador Pueyo, Manuel Garcia Morante, Carles Guinovart, Narcís Bonet, Manuel Oltra, Francesc Taverna-Bech, Albert Sardà, Benet Casablancas, Joan Lluís Moraleda, Jep Nuix, Andrés Lewin-Richter, Anna Bofill, Agustí Charles, Josep Lluís Guzmán Antich, Jordi Codina o Lleonard Balada, conformen un espectre molt extens i de gran varietat de la creació musical al nostre país. Tots ells, amb trajectòries diverses i emfatitzant un aspecte o un altre de l'herència musical catalana, han gestat una identitat musical pròpia molt diferent a la d'altres territoris. Alguns han desenvolupat obres de gran personalitat.

### Música folk tradicional
La tradició musical dels Països Catalans va estar a punt de desaparèixer però iniciatives com la del Grup de Folk, amb una breu però fructífera carrera a final dels seixanta, van ajudar a revifar-la. Vint anys després es crearia Tradicionàrius, que des d'aleshores treballa per mantenir viva aquest tipus de música.

### Música popular

#### Cançó melòdica
Les cupletistes van fer arribar la cançó popular catalana a la societat civil a principi del segle xx. Amb la dictadura, les úniques lletres que es podien cantar, fins a l'esclat de la Nova Cançó, van ser les de les sardanes. A partir dels anys seixanta, la cançó catalana viu un moment d'eufòria i, a partir del segle xxi, sorgeixen veus de gran talent en el món del jazz i del pop.

#### Sardanes
La sardana és una dansa popular catalana considerada el ball nacional de Catalunya. El nom pot fer referència tant al ball com a la música. És una dansa col·lectiva que ballen homes i dones agafats de les mans formant una rotllana i puntejant amb els peus els compassos de la cobla. Aquest ball es va popularitzar a final del segle xix amb les innovacions de Pep Ventura i la política, ja que es va associar al republicanisme: era una manera d'oposar-se als conservadors carlins, que eren fidels al contrapàs.

#### Jazz
Catalunya va ser la porta d'entrada del jazz al sud d'Europa. Des dels bojos anys vint, amb les orquestres de ball, fins ben entrat el segle xxi, amb una fornada de músics com mai no havia existit, Catalunya ha generat clubs, discogràfiques, festivals i primeres figures de relleu internacional com Tete Montoliu, Carles Benavent i Jordi Rossy, entre moltes altres.

#### Nova cançó
La Nova Cançó va ser un moviment musical i, de retruc, social, polític i fins i tot comercial, que va tenir lloc a la dècada dels seixanta als Països Catalans. Amb la Nouvelle Chanson com a model, reivindicava l'ús de l'idioma del país en la cançó d'autor i en la música popular en general, i vehiculava, entre altres temes, l'oposició al franquisme.

#### So laietà

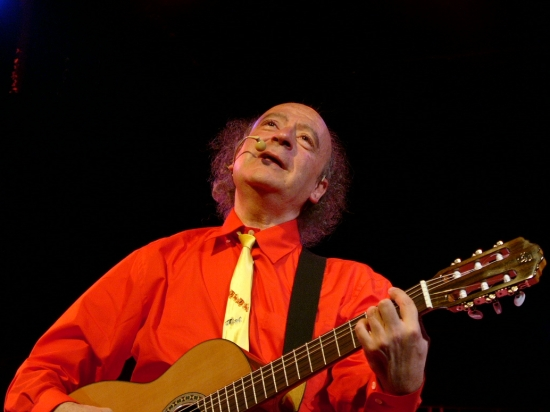
Jaume Sisa

La desapareguda i mítica sala Zeleste del carrer Argenteria de Barcelona va esdevenir el punt de partida d'un moviment musical nocturn, rebel, inconscient i espontani, conegut com el so o rock laietà. Fruit de la barreja cultural de la Barcelona dels setanta, el rock laietà va gestar algunes de les expressions musicals catalanes més lliures i sorprenents. La música laietana fou un estil musical sorgit a la primera meitat dels anys setanta del segle xx i que actuà com a revulsiu en el context de la música popular a Catalunya, que s'inspira en el folk, el pop i el rock. Tingué el seu origen a Barcelona, en concret a locals propers a la Via Laietana, d'on li ve el nom (de la tribu dels laietans). Tot i que afectà a diversos estils musicals, es manifestà clarament en el rock. Es tractava d'un so de fusió amb moltes influències del jazz-rock -de moda en aquells temps- combinat amb essències mediterrànies, la salsa o la rumba. Una altra característica del moviment és la introducció del català, fins i tot abans de la fi de la dictadura franquista -i per tant en un període de prohibició de la llengua catalana- en el rock.
També va donar lloc a la Cançó galàctica, no tant un gènere musical sinó un univers poètic, evocatiu i salvatge on encara es preserven racons per a la llibertat i la innocència. Els seus portadors poden tenir en comú el surrealisme dalinà i l'ideari de Francesc Pujols, amb membres destacats Jaume Sisa i Pau Riba.

#### Rock urbà
A final dels anys cinquanta, el règim franquista es va veure obligat a deixar de banda l'autarquia i a implantar els plans d'estabilització, que van ajudar a millorar la situació econòmica de l'estat espanyol. Això, juntament amb els acords militars amb els Estats Units del 1953, van ser dos dels factors més importants perquè el rock es difongués entre la joventut catalana i espanyola.

#### Rock català

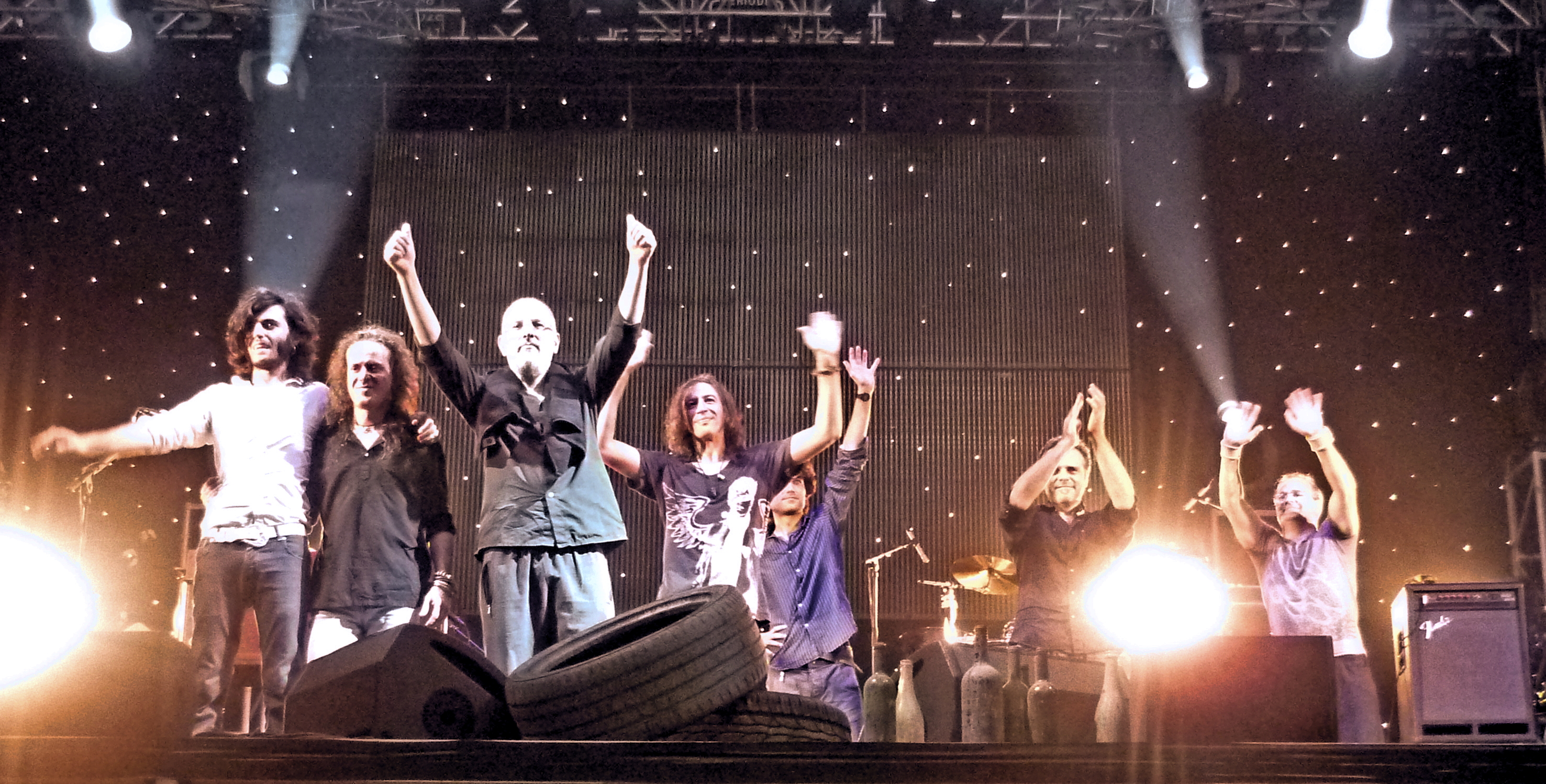
Sopa de Cabra en concert a Girona, el 2011.

Amb el nom de Rock Català es coneix el fenomen cultural que es va produir als Països Catalans a l'entorn d'alguns grups de rock, pop rock i altres estils de la música rock que cantaven en català durant la dècada dels noranta. Va rellevar la Nova Cançó com a música de masses en la llengua nacional i en va normalitzar l'ús en un gènere dominat per l'anglès i el castellà.
L'expressió comença a popularitzar-se als anys 70 entorn de l'antiga sala de concerts Zeleste, aixopluc d'un moviment anomenat rock laietà. Posteriorment continuà als anys 80 i principis dels 90 amb grups i intèrprets de música rock i d'altres estils en català. El terme també s'utilitza per referir-se a tot el fenomen que ha originat en la música i la cultura, especialment entre el jovent. D'aquesta part destaquen grups com ara Sopa de Cabra, Sau, Sangtraït, Lax'n'Busto, Els Pets, Obrint Pas, Whiskyn's, Brams, La Gossa Sorda, Gossos… Aquests grups van tenir un impacte social i comercial i van incrementar la presència de la llengua catalana en la vida quotidiana de les generacions més joves.
El boom musical torna a esclatar a principis dels 90 amb l'aparició de molts grups i la realització de molts concerts i festivals arreu del territori dels Països Catalans. El rock català no ha estat exempt de crítica des d'aquesta dècada: Molts crítics musicals censuraven el fet que la Generalitat de Catalunya, suposadament, subvencionava i promocionava aquest moviment o fenomen musical amb finalitats polítiques.

#### Rumba catalana
La rumba, a Catalunya, està íntimament lligada a la població gitana i a les seves celebracions. Els gitanos catalans es concentren al ja citat carrer de la Cera del Raval, al Maresme i a la vila de Gràcia. Un quart focus d'atenció rumber és Lleida capital, ciutat que alguns no dubten a assenyalar com el bressol i punt d'origen de la rumba catalana.

#### Escena independent
En la dècada dels noranta del segle xx, el circuit alternatiu es consolida. El públic busca noves sensacions i estils moderns que simbolitzin el relleu generacional. En aquest context, l'indie-rock, el techno i el hip-hop comencen a obrir-se pas en l'escena catalana.
Catalunya, al començament dels noranta, forma part de l'onada que, d'una manera silenciosa i constant, comença a cobrir tot el territori estatal i ajuda a consolidar una escena alternativa de pop i rock –recanvi de l'oficial, encara identificada amb els sons de la post-Movida madrilenya– que va tindre també epicentres a Gijón, Saragossa, València, Madrid i Donosti. L'indie no va néixer del no-res. Catalunya havia tingut una forta escena experimental i d'edició en casset, de la qual havien resistit bandes com Superelvis, i alhora havia estat un dels epicentres de l'escena mod, en la qual havien estat agents principals Brighton 64 –posteriorment Matamala, en l'origen de la fundació del segell Bip Bip Records– i la banda de culte Los Negativos (equivalent underground als infinitament més populars Los Sencillos de Miqui Puig). Però l'indie, als noranta, s'identifica sobretot amb els aires de canvi del noise-rock, una escena de cançons melòdiques i brutes que prenien inspiració en fenòmens anglosaxons com el grunge de Nirvana, el rock experimental de Sonic Youth o el noise-pop de Pavement.
Bach Is Dead, el primer grup de David Rodríguez, posteriorment el fundador del projecte Beef –en què fusionava art-rock, sons de l'avantguarda alemanya dels anys setanta i maniobres sòniques del noise–, va ser un dels participants, el 1992, de la gira Noise Pop, al costat dUsura (Madrid), Penélope Trip (Gijón) i El Regalo de Silvia (Saragossa), moment fundacional d'una escena indie estatal que va poder créixer gràcies al suport de mitjans de comunicació com la revista Rockdelux i l'emissora pública Radio 3 de RNE.
En la història coral que és l'indie-pop, Catalunya aporta personatges que juguen papers importants en moments concrets com Los Fresones Rebeldes, essencials en l'apartat del ‘pop naïf' o, ja en el canvi de dècada del 2000, la psicodèlia ‘revival' de Sidonie, el pop electrònic cínic d'Astrud i el col·lectiu Austrohúngaro, i el pop surrealista dels Antònia Font, convertit en referent per a la posterior generació de l'escena alternativa en català, al costat de la cançó d'autor tortuosa de bandes com Mishima o Refree. El postrock, de la mà de segells com Foehn, el posen en circulació les atmosferes malenconioses i desoladores de Balago.
Quant al hardcore, el segell BCore és una peça central de tota l'escena estatal, un planter inesgotable de bandes que teixeixen una espessa xarxa entre Girona i Barcelona i que no s'ha aturat en pràcticament vint anys, començant per Innocents, continuant per Corn Flakes i Aína i, ja en la dècada dels 2000, amb l'eclosió de bandes com Standstill i The Unfinished Sympathy. L'escena indie catalana segueix en plena forma en els soterranis de la cultura oficial, en permanent mutació, donant alternatives a noms que es mouen en les vies de l'afro-indie (El Guincho), el soroll sense control (Bèstia Ferida), l'experimentació rock (Les Aus) i el pop de noies (Los Seis Días), i a més obrint una bretxa per la qual s'han filtrat propostes de folk i pop electrònic que en lloc de l'anglès o el castellà usen el català en les lletres. És el cas de Glissando, Mazoni, Sanjosex, El Petit de Ca L'Eril o Anímic, amb Manel com a grup bandera.

#### Hip Hop
És en aquest moment de canvi i obertura a noves propostes internacionals quan la música local s'obre també a la música electrònica de ball i al hip-hop, que als noranta vivien l'edat daurada a Europa i als Estats Units. Pel que fa al rap, el primer gran grup català són 7 Notas 7 Colores, format pel rapper Mucho Muchacho i el productor Dive Dibosso, que recullen l'herència d'Eat Meat –‘acid jazz' elegant comandat pel poeta Make– i BZN, amb rimes irreverents i moments grollers. Hecho, es simple (1997) és un debut espectacular que posa el hip-hop català al mapa, el testimoni del qual pren des de Terrassa el duet Sólo Los Solo. El productor de Sólo Los Solo –projecte desmantellat avui dia– és actualment l'home que tira del carro del hip-hop local: DJ Griffi és darrere de l'obra de Tremendo, Quiroga i Chacho Brothaz i serveix ritmes als principals MC espanyols, una figura respectada que se situa lluny d'un hip-hop més adolescent i conflictiu com el que practica l'injuriat i supervendes Porta.

#### Música electrònica
La música electrònica creix a Catalunya gràcies a tres forces simultànies. Primera, la creació d'una escena de clubs alternativa a la massificada de la màkina, centrada en música menys dura, que es nodreix de corrents d'avantguarda com el primer techno americà, el trance alemany o la IDM anglesa. Un club a Barcelona, Nitsa, i el seu DJ resident, Sideral, són els que ajuden a canviar la forma d'entendre l'electrònica de tota una generació i donen pas a un relleu que capgirarà la situació i acabarà per portar l'excircuit popular a la marginalitat.
Segona, la fundació del festival Sónar el 1994, avui convertit en la primera cita mundial per a la difusió de les arts d'avantguarda amb un component hedonista i gran ambaixador de la música electrònica des d'aquí cap a la resta del món, un agent catalitzador que ha actuat com a motor en la fundació de segells i carreres i que ha actuat d'ambaixador mundial de l'escena electrònica catalana –un paper que, en el pop-rock, té una rèplica exacta en el festival Primavera Sound.
La tercera força és la creació d'una xarxa de segells i artistes locals, una tasca que ha resultat difícil per les característiques del sector, en el qual el DJ és l'estrella (i no el músic). Els primers segells catalans –Cosmos i Minifunk– van tenir problemes i van acabar tancant, malgrat haver descobert talents truncats com els d'An Der Beat o Álex Martín, que sempre va gaudir de més fama a França o Alemanya.
En la dècada del 2000, el relleu de segells, més professionalitzat i enfocat cap a Europa com a única via de supervivència, ha aconseguit establir per fi una escena editoral sòlida i duradora, amb segells com Regular a Terrassa, Factor City a Barcelona i Paradigma Musik a Mollerussa (abans d'establir-se a Berlín) i artistes amb potencial com D.A.R.Y.L., Pablo Bolívar, Jaumëtic, Iñaqui Marín, Undo & Vicknoise, Dosem o Marc Marzenit. I això sense oblidar una microescena d'IDM orientada cap a les textures amables, amb segells com spa.RK (Fibla, bRUNA, EEDL) o Lovethechaos (Nikka, Strange2).